# ファイアーエムブレム 聖戦の系譜
『ファイアーエムブレム 聖戦の系譜』（ファイアーエムブレム せいせんのけいふ）は、ファイアーエムブレムシリーズの4作目に当たる作品で、1996年5月14日に任天堂よりスーパーファミコン用ソフトとして発売された。また、バーチャルコンソールでも2007年1月30日よりWii向けに、2013年4月27日よりWii U向けに、2016年8月27日よりNewニンテンドー3DS向けに配信されていたが、2019年1月31日をもってwiiショッピングチャンネルが、2023年3月28日には3DSシリーズ及びWii Uのニンテンドーeショップがそれぞれサービス終了したため、現在ではいずれも購入できない。また、2021年5月26日よりNintendo Switch Onlineの加入特典として配信開始。

## 概要
シリーズ第4作目にして世界観を完全に一新し、シリーズの新たな境地を見せた意欲作。「聖戦」と呼ばれる戦争によって平和がもたらされたという伝説の残るユグドラル大陸が物語の舞台。前作『ファイアーエムブレム 紋章の謎』と同じ二部構成だが、自国の平和や他国への侵攻を望むさまざまな国家（宗教組織を含む）が密接に関わり合い、国同士の間で起こる戦争が物語の中心となっている。悲劇的な展開も特徴で、開発者は本作の製作における趣旨について、この作品の主人公であるシグルドや、その親友であるキュアンやエルトシャン、妹のエスリン、シグルドの仲間であるマーニャなどの、フィールドの侵入不可エリア（自軍は入ることができない場所）で起きる、一方的な虐殺を通して、「戦争の悲惨さを伝えること」を挙げている。
また、ファイアーエムブレムやマムクートなど、前作の舞台にあったキーファクターはほとんど登場しない。炎の紋章は、話の根幹に関わる公爵家の家紋としてのみ設定され、本作全体に及ぶ題名との関連性は前作に比べ薄まっている。
ゲームシステムも前作から大きな変更がされており、スキルシステムや三すくみに騎乗ユニットの再移動など、後のシリーズにも受け継がれているシステムも多い。一方、広大なマップの中の各地を転々とする戦闘マップや、プレイヤーの操るユニットの少数精鋭の構成、代替わりによる能力の継承、乱数の仕様、恋愛システム、武器ごとの熟練度など、本作ならではの要素も多く含まれている。
主要な登場人物や伝説のアイテムの名前の多くは、北欧神話・ケルト神話をはじめとする各地の伝承に由来している。ただし神話そのものをベースにしているのではなく、神話から得たイメージの影響を受けているのだと加賀は述べている。また、マップ上においては十数人で戦っている印象を受けるが、開発陣によるとそれなりの勢力に見合った兵力同士が戦っているとのこと。序章にキュアンが援軍として登場する際も数百の兵を従えており、フィンも大勢いるレンスターの騎士の1人に過ぎないという。

## ストーリー
前史
グラン歴440年、ガレという男が海を渡った地で古代竜族の一人ロプトウスの生き血を飲んだ。彼は暗黒神ロプトウスを崇拝するロプト教団を作り、447年にはそれまでユグドラル大陸を治めていたグラン共和国を滅ぼし、翌年にはロプト帝国が成立する。それからは虐殺や子供の生贄など暴虐の限りが尽くされた。
535年にロプト帝国の皇族である聖騎士マイラが反乱を起こしたものの、失敗し追放される。611年にも各地で自由解放軍が結成されたがそれも敗退を重ね、632年にはダーナ砦に僅かな生き残りが追い詰められる状況となっていった。そこへ一族の血がもたらした混乱を憂慮した竜族の王ナーガが11人の同胞と共に訪れ、生き血と力を封じ込めた武器を授ける（ダーナ砦の奇跡）。これにより十二聖戦士が誕生し、648年にはロプト帝国が倒されグランベル七公国と周辺五王国が建国された。
それから数十年は平和な時代が続いたものの次第に人々は驕り高ぶっていき、ロプト帝国・ロプト教団の末裔は激しい迫害に晒されることとなる。

### シグルド編
序章 聖騎士誕生
グラン歴757年、大陸の東にあるイード砂漠の友好都市ダーナがイザーク王国に攻め込まれ、住人が虐殺されたとの知らせがグランベル王国へ届いた。国王アズムールは老齢のため、その息子で光の魔法ナーガの継承者であるクルト王子が国中の諸侯を率いて遠征に出立する。グランベル王国に残ったのは僅かな兵力のみという状況に西方の同盟を結んでいたはずだったヴェルダン王国が突如同盟を無視して攻め込み、ユングヴィ公国を制圧した。ユングヴィ城の留守を守る公女エーディンがヴェルダン王国の第一王子ガンドルフに誘拐されたことを知ったシアルフィ公国の公子シグルドは、幼馴染の彼女を助けるために少ない兵力を承知の上で挙兵し、親友キュアンをはじめとする援軍に駆け付けた仲間とともにグランベル王国からヴェルダン王国の兵と戦うことになる。
第一章 精霊の森の少女
エーディン公女救出のため、シグルドはヴェルダン王国へ攻め込んだ。その途中、剣士アイラへの人質として幽閉されていたイザーク王国の王子シャナンを助けたシグルドは、敵国の王子ではあるものの彼が子供であることを理由にひそかに匿うことを決める。
ガンドルフを撃破したシグルドは、その地で精霊の森の巫女ディアドラと運命的な出会いをする。「人と交われば世界に大いなる災いが訪れる」という宿命を背負う彼女を愛してしまったシグルドは、同じく彼を愛してしまったディアドラと結ばれる。
第二章 アグストリアの動乱
シグルド（ひいてはグランベル王国）によるヴェルダン王国制圧により、この二国に隣接するアグストリア諸公連合は混乱した。和平を重んじるアグストリアの盟主イムカ王は暗殺され、その長子シャガールはヴェルダン侵略をたくらむ。それを止めようとしたノディオン王国の国王エルトシャンは幽閉され、ノディオンは同じ連合内であるはずのハイライン王国から攻め込まれた。グランベル・ヴェルダン・アグストリア三国の国境にあるエバンス城の城主となったシグルドは、親友エルトシャンの危機を王妹ラケシスより知らされ、本国の許可を得たうえでラケシスの援軍として出陣する。
エルトシャンを助けるためにアグストリアの大部分を制圧したシグルドだが、グランベル王国は彼が制圧した地域を属国のように扱っていた。それを追い込まれたシャガール王によって解放されたエルトシャン本人に叱責され、シグルドは「一年で出ていく、グランベルのアズムール王も承認している」と約束を交わす。
第三章 獅子王エルトシャン
グランベル本国とアグスティ返還交渉を続けるシグルドだが、本国からの拒否命令により半年ものあいだ膠着状態に陥っていた。シャガール王は王都アグスティ奪還のための兵を挙げ、シグルドはそれに対応するために出陣するが、駐留中に生まれた息子セリスのため妻ディアドラはアグスティ城に残る。
グランベルからエッダ公クロードが訪れ、クルト王子が暗殺されシグルドの父バイロンに嫌疑が掛けられていることを告げる。クロードは真実を明らかにするためにこの地方にあるブラギの塔へ向かった。
ディアドラは、セリスをシャナンへ託してシグルドに会うために出発する。途中、暗黒神の復活を目論むロプト教団の大司祭マンフロイが現れ、彼女の記憶を奪い誘拐する。
それを知らないシグルドは、シャガール王の命令により出撃してきたエルトシャンと交戦する。それを撃破し（もしくはラケシスの説得により諫言するために戻ったエルトシャンを処刑され）たシグルドは、シャガールを殺す。親友の死に気落ちするシグルドに、ディアドラが行方不明になったことが知らされた。
ブラギ神への祈りによりクロードはクルト王子暗殺・イザーク征服がフリージ公レプトールの陰謀によるものだと知るが、ブラギ神ですら黒幕を見通すことはできなかった。その事実をアズムール王に告げるためグランベルに戻ろうとしたクロードだが敵の動きの方が早く、グランベル王国はシグルドを反逆者と断定し捕らえるための大軍を送り込む。危ういところで、北方の中立国シレジアがシグルドに救いの手を差し伸べた。
第四章 空に舞う
シレジア王国に亡命し一年を過ごしたシグルド軍は、グランベルと密約を結んだ王弟二人が起こした内乱を鎮めるため、王妃ラーナに助力する。内乱平定後、グランベルのドズル公ランゴバルトがシグルド討伐のため向かってくるとの知らせを受け、シグルドは故国グランベルへ出陣することを決める。
第五章 運命の扉
グラン歴760年早春、ランゴバルト軍と相対したシグルドは逃亡中のバイロンと再会し、父の今際の際に聖剣ティルフィングを継承する。激しくなる戦いを予見したシグルドは、息子セリスをシャナンと側近オイフェに託してイザーク王国へ逃がす。シグルドの援軍に向かっていたレンスターの王子キュアンは妻エスリンとともに敵国トラキアのトラバント王に殺され、地槍ゲイボルグの継承者である娘アルテナは連れ去られる。（イードの虐殺）
レプトールを倒したシグルドは、王国内で中立を保っていたヴェルトマー公アルヴィスの「シグルドへの疑いは晴れた」との言葉を信じ、グランベルの王都バーハラへ向かった。
バーハラの戦い（バーハラの悲劇）
バーハラでシグルドを迎えたのは、クルト王子の忘れ形見を妻に迎えたアルヴィスだった。彼はシグルドに「王女ディアドラの夫として反逆者シグルドを討つ」と告げ、攻撃を仕掛ける。最愛の妻ディアドラとの再会も束の間、シグルドはアルヴィスの炎魔法ファラフレイムによって死を迎えた。シグルド軍もグランベル軍の総攻撃により、僅かな生存者を除いて殲滅される。
その後、シグルドに味方したシレジア・レンスターの両王国を滅ぼし大陸を統一したアルヴィスは、グランベル帝国初代皇帝として即位する。当初はアルヴィスの理想である差別のない世界を目指して善政が敷かれていたものの、彼の息子ユリウスが暗黒神ロプトウスとして覚醒してからは帝国の圧制が始まった。

### セリス編
第六章 光をつぐもの
バーハラの戦いから十七年後、シグルドの遺児セリスはイザークの隠れ里ティルナノグで匿われていた。彼を育てている軍師オイフェとイザークの王子シャナンが留守の隙に居場所が帝国に知られ、討伐軍が派遣される。セリスは解放軍の盟主として蜂起を決意し、イザークを支配するドズル家のダナン王に対してイザーク解放戦争を開始する。途中、セリスを支援するシレジアのレヴィン王が現れ、記憶喪失の少女ユリアを託す。次々と集まる仲間たちとともにセリスはイザークを解放した。
第七章 砂漠を越えて / 第八章 トラキアの竜騎士
レンスターの王子キュアンの遺児であるリーフは故国を取り戻すため挙兵したものの、その地方を治めるフリージ家のブルーム王の大軍に惨敗しレンスター城で孤立していた。従弟である彼の窮地を救うため、セリスはレンスターへ出陣する。
雷魔法トールハンマーの継承者イシュタルに苦しめられながらもブルーム王を撃破したセリスたちは、マンスター城を攻めるトラキア軍に対峙することとなる。
第九章 誰がために
これまでの戦いはグランベル帝国に支配された国を解放するためのものだったが、帝国唯一の同盟者であるトラキア王国へはセリス軍から攻め込むことになった。帝国以外と戦争をすることに苦悩するセリスだが、レヴィンに叱責され戦う意思を固める。トラキアのハンニバル将軍は国王トラバントに休戦を進言するが、それは退けられ全面戦争が始まった。トラバントは後継者アリオーンに天槍グングニルを託し、セリス軍と戦い討ち取られる。アリオーンもセリス軍と戦うものの倒される間際に現れたユリウス皇子が彼を連れ去り、トラキア王国は解放軍に制圧される。
第十章 光と闇と
トラキアを出発した解放軍はグランベルを目指して進軍し、帝国の南にあるミレトス地方の自由都市群に到着した。彼等が解放した自由都市ペルルークに人知れず現れたマンフロイにより、ユリアがさらわれる。解放軍は容赦のない子供狩りで集められた子供たちを救うためにミレトス城へ急ぐ。ミレトスに現れた皇帝アルヴィスは集められた子供を解放するように命じるものの、皇子ユリウスがそれを止め、既に父には実権がないことを見せつける。ミレトスの子供たちはグランベルへ送られ、セリス軍はシグルドの故国であるシアルフィへと急ぐ。
ユリウスによってシアルフィ城の守備を任されたアルヴィスは、シグルドの側近であったパルマーク司祭に聖剣ティルフィングを託し子供たちと共に城から逃がす。彼はマンフロイによって連れてこられた娘ユリアと再会し、記憶を取り戻した娘と心を通わせたのも束の間、ユリアはマンフロイによってヴェルトマー城へ連れ去られる。アルヴィスは解放軍との戦いの末、妻と娘の名を呼んで事切れた。
終章 最後の聖戦
イザークでの蜂起から一年余、解放軍の戦いに各地の住民は勇気づけられ、シレジアは解放されアグストリアの民も挙兵した。シアルフィ公国を解放したセリスは、グランベル本国にいる帝国の精鋭である各騎士団と戦うことになる。エッダ、ドズルと公国を次々と解放していくなかで、レヴィンは聖戦の隠された真実、聖戦士の力は古代竜族の血によるものだと語った。
連れ去られた父の故国ヴェルトマー城でユリアは兄ユリウスと再会した。暗黒神ロプトウスの化身となり果てたユリウスは双子の妹ユリアを殺そうとするものの、マンフロイが暗黒魔法でユリアを操り、解放軍と戦い合わせるためにそれを止める。ヴェルトマー城にいたマンフロイを倒しユリアを洗脳から解き放つと、自分を取り戻したユリアは双子の兄と戦うことを決意する。ユリアはアルヴィスがヴェルトマーに隠したナーガの書を手に王都バーハラへ向かい、ユリウスを倒すことで彼に救いをもたらすのだった。
こうしてロプトウスは倒された。レヴィンはシレジアに戻らず旅立ち、荒れ果てた国々を立て直すために聖戦士の血を引く者は国に戻り王となった。セリスも差別や支配のない豊かな世界の実現をめざし、後世に聖王と称えられる治世を敷く。

## 伝説の武器
グラン歴632年、ダーナ砦に立て篭もっていた12人の戦士達に神（その正体は古代竜族）が降臨し、血の契約とともに与えた武器。その武器には竜の力が宿っているため絶大な威力を誇り、さらには装備している者の能力を底上げする効果を持つ（上がる能力は武器ごとに異なる）。この武器を使いこなす12人の戦士達はこれ以後、十二聖戦士とよばれ、ロプト帝国との戦いに大きく貢献した。
十二聖戦士は戦後、王国を建てる者、王国内の地方領主の地位に就く者などさまざまだが、共通することは、地位と武器を世襲により子孫代々に受け継がせていったことである。武器の継承者は例外なく聖痕を持っており、これが強く顕れた場合は継承者の証（便宜的に直系と呼ぶこととする）となる。聖痕を持たない者は十二聖戦士の子孫であっても武器を扱うことはできない。
ステータス画面で確認できる神々の系図と武器の名前が一致している「ロプトウス」「ナーガ」「フォルセティ」には「力だけではなく意思」も写されており、「使用者の意思に影響を与える」という裏設定があることが『遊びつくす本』の制作者インタビューで語られている。
伝説の武器の一覧は次のとおり。「継承者」の（ ）表記は作中においてユニットとしては登場しない人物、［ ］表記はユニットとして登場するが当該武器を使用する機会がない人物を意味する。なお、闇の魔法ロプトウスも伝説の武器の一種といえるため、ここに記すこととする。
神聖魔法ナーガ
継承家系：グランベル王国バーハラ王家
継承者：聖者ヘイム→…→（アズムール）→（クルト）→［ディアドラ］→ユリア
聖剣ティルフィング
継承家系：グランベル王国シアルフィ家
継承者：聖戦士バルド→…→バイロン→シグルド→セリス
聖弓イチイバル
継承家系：グランベル王国ユングヴィ家
継承者：弓使いウル→…→（リング）→ブリギッド→ファバル
聖斧スワンチカ
継承家系：グランベル王国ドズル家
継承者：斧戦士ネール→…→ランゴバルト→［ダナン］→ブリアン
聖杖バルキリー
継承家系：グランベル王国エッダ家
継承者：大司祭ブラギ→…→クロード→コープル
炎魔法ファラフレイム
継承家系：グランベル王国ヴェルトマー家
継承者：魔法戦士ファラ→…→（ヴィクトル）→アルヴィス→［サイアス］
雷魔法トールハンマー
継承家系：グランベル王国フリージ家
継承者：魔法騎士トード→…→レプトール→ブルーム→イシュタル
魔剣ミストルティン
継承家系：アグストリア諸公連合ノディオン王家
継承者：黒騎士ヘズル→…→エルトシャン→アレス
本来はアグスティ王家が受け継いでいたが、ノディオン王家に嫁いだアグスティの王女に聖痕が現れたため、アグスティ王家に忠誠を誓う事を条件に魔剣ミストルティンはノディオン王家に受け継がれることとなった。
神剣バルムンク
継承家系：イザーク王国イザーク王家
継承者：剣聖オード→…→（マナナン）→（マリクル）→シャナン
天槍グングニル
継承家系：トラキア王国トラキア王家
継承者：竜騎士ダイン→…→トラバント→アリオーン
地槍ゲイボルグ
継承家系：マンスター地方レンスター王家
継承者：槍騎士ノヴァ→…→キュアン→アルテナ
天槍グングニルとは対になっている。この槍を受け継ぐ者は悲劇に見舞われるという言い伝えがある。
風魔法フォルセティ
継承家系：シレジア王国シレジア王家
継承者：風使いセティ→…レヴィン→レヴィンの子(セティ)
暗黒魔法ロプトウス
継承家系：ロプト帝国
継承者：大司教ガレ→…→ユリウス

## ゲームシステム

### 戦闘マップの長大化
ステージ数は全12面と少ないが、前作までと異なり屋内戦がなく、広大な1ステージのマップで何個もの敵軍隊と戦う章が多いため、1つのステージクリアまで30ターン以上かかるほど長くなった。自軍ユニットは全員が出撃できるが、出撃したくないキャラは本城内部で待機させておけば敵から攻撃は受けない。また、ステージの途中での通常のセーブが可能になった（ターンの始めのみ）。
勝利条件は前作までと同様「敵の拠点の制圧」である。最初からマップの全ては移動できず、1つの拠点を制圧すると、橋が掛かったり新たな道が出現するなど、行動できる範囲が広がる。同時に次の拠点から敵軍隊が出撃を開始するため、今度はその拠点へ向かう、というのが主な流れである。そのため、1つの拠点の制圧がこれまでのシリーズの1ステージに該当する。

### スキルシステム
「ちから」や「すばやさ」などの数値以外でキャラごとに設定された能力。クラスごとの「兵種スキル」とキャラクターごとの「個人スキル」とアイテム所持による「武器スキル」に分かれるが、子供に継承できるのは個人スキルのみである。前半キャラクターのうち、エーディン・クロード・ブリギッドは個人スキルを持たない。
追撃について
前作までは戦闘の際に相手より素早さが一定以上あれば再攻撃できていたのが、スキルシステムにより「追撃」のスキル（もしくはアイテム）に依存することとなった。しかし次回作「トラキア776」以降、追撃はスキルではなく戦闘システムの仕様に戻っている。
必殺について
本作の「必殺の一撃」は前作と違い、「必殺のスキル」「怒りのスキルを持ちHPが半分以下」「兄妹・姉弟や恋人同士の隣接」「一つの武器での撃破数を51以上（最大100）に上げる」のいずれかの条件を満たさないと発動しない。発動時の効果は前作までのダメージ3倍から攻撃力2倍に変更された。見切りのスキルを所持する相手には発動しない。
以下の表は、個人スキル所持者については『TREASURE』97～119頁を、名称と効果については『スーパーガイド』152頁を参考にしている。子世代のキャラクターについては母親から受け継ぐスキルのみが記載されている。
| 名前         | 効果                                                                       | 兵種スキル | 個人スキル | アイテム                                 | 備考 |
| ------------ | -------------------------------------------------------------------------- | --- | --- | ---------------------------------------- | --- |
| いかり       | HPが半分以下の場合、攻撃が必殺の一撃となる。                               | --- | （前）ティルテュ／（後）アーサー、ティニー、リンダ                                                                                             | ---                                      | |
| いのり       | HPが10以下の場合、1ターンのみ敵の命中率が（11-HP）×10％下がる。            | --- | （前）フィン、シルヴィア／（後）フィン、リーン、コープル、デイジー                                                                             | サークレット、いのりのうでわ、いのりの剣 | |
| エリート     | 経験値を2倍もらえる。                                                      | --- | （前）レックス／（後）リンダ、シャルロー | エリートリング                           | |
| おおたて     | LV%でダメージを無効にする。                                                | ジェネラル | --- | ---                                      | 兵種スキルのみ。 |
| おどる       | 踊るコマンドにより、行動済みのダンサーに接しているユニットを再行動させる。 | ダンサー | --- | ---                                      | 兵種スキルのみ。他シリーズと違い、隣接していれば最大4人を一度に再行動させられる。                                       |
| カリスマ     | 3コマ以内の味方の命中値と回避値に+10%の補正を与える。                      | --- | （前）ラケシス／（後）デルムッド、ナンナ、レイリア                                                                                             | ---                                      | 恋人同士の支援効果、指揮官レベルの支援（星2で10％、あとは星が増えるごとに10％ずつ加算）と同じ。これらの効果は重複する。 |
| げっこう剣   | 技%で発動、敵の守備力を0としてダメージを与える。                           | --- | ホリン | ---                                      | 個人スキルだが、歩兵の子供（スカサハ、ラクチェ、パティ、リーン）にしか継承できない。                                    |
| たいよう剣   | 技%で発動、与えたダメージ分HPが回復する                                    | --- | デュー | ---                                      | 個人スキルだが、歩兵の子供（スカサハ、ラクチェ、パティ、リーン）にしか継承できない。                                    |
| ついげき     | 相手より素早さが1以上高ければ発動し、もう一度攻撃を行う。                  | シーフファイター、スナイパー、ソードファイター、ソードマスター、フォーレスト、ボウファイター、マスターナイト、ドラゴンマスター | （前）シグルド、アレク、アゼル、フィン、ミデェール、フュリー／（後）セリス、オイフェ、ユリア、ディムナ、フィー、アレス、フィン、セティ、ホーク | ついげきリング                           | |
| とつげき     | 自分の攻撃速度－相手の攻撃速度で発生し、戦闘が継続する。                   | --- | （前）ノイッシュ、ミデェール、ジャムカ、ベオウルフ／（後）ヨハルヴァ、アサエロ                                                                 | ---                                      | |
| ひっさつ     | 技%で発動し、攻撃力が2倍の攻撃を行う。                                     | --- | （前）ノイッシュ、エスリン、レヴィン／（後）オイフェ、トリスタン、リーフ、アルテナ                                                             | ---                                      | 同様の効果は兄妹／姉弟や恋人同士の隣接、撃破数51以上の武器でも発生する。                                                |
| ぬすむ       | 攻撃が当たれば、必ず相手の所持金を奪う。                                   | シーフ、シーフファイター | --- | とうぞくの剣、シーフのうでわ             | 兵種スキルのみ。 |
| ねぎり       | 買い物や修理が半額となる。                                                 | --- | （前）デュー | ねぎりのうでわ                           | |
| まちぶせ     | HPが半分以下の場合、敵のターンでも自分から攻撃する。                       | --- | （前）アーダン、レックス／（後）ヨハン、ロドルバン、アレス、ハンニバル                                                                         | ---                                      | |
| みきり       | 敵の必殺（怒り）・特殊剣・特効が発動しなくなる。                           | --- | （前）アレク、アイラ、ディアドラ／（後）セリス、スカサハ、ラクチェ、ユリア                                                                     | ---                                      | |
| ライブ       | 自軍ターン開始時にHPが5～10回復する。                                      | --- | --- | サークレット、イチイバル、ライブのうでわ | ターン開始時にHPを最大回復する「リカバーリング」もあるが、自軍は使用できない。                                          |
| りゅうせい剣 | 技%で発動し、5回連続攻撃を行う。                                           | --- | （前）アイラ／（後）シャナン、スカサハ、ラクチェ                                                                                               | ---                                      | イザーク王家の秘伝（トラキア776・15章より）。                                                                           |
| れんぞく     | 素早さ%で発動し、連続で攻撃を行う。                                        | セイジ、ソードマスター、ファルコンナイト、フォレストナイト、マージファイター                                                   | （前）キュアン、ジャムカ、レヴィン、シルヴィア／（後）ユリア、アミッド、フェミナ、アレス、リーン、リーフ、コープル、ハンニバル、アルテナ       | ---                                      | |

### 戦闘システム
武器や魔法における3すくみによる強弱関係は本作から追加された。本作では武器については「剣は斧に強く、斧は槍に強く、槍は剣に強い」という関係にあり、また魔法については「炎は風に強く、風は雷に強く、雷は炎に強く、光と闇は炎と風と雷に強い」という関係にある。これは聖戦士の武器においても同様である。ただし、斧だけ非常に重くなっており、回避率が大きく下がってしまう。そこへ3すくみの影響が加味されるため、剣を相手にすると非常に不利になる。この傾向は終盤に向かうほど強くなる。
武器においてはバランスの問題こそあれ3種類の武器は重さと攻撃力のトレードオフであったのに対し、魔法はその代償が無い。武器は一般に斧が最も打撃力があり剣が最も打撃力が無いのに対し、魔法は炎・雷・風が全て同じ攻撃力であるため、炎は単純に一般に不利な魔法である。炎と風が戦った場合は相性の関係で炎の方が命中率がよくなるが、重さのせいで素早さが低くなるために様々な弊害（追撃などのスキルの発動や闘技場における先制攻撃など）を受ける。これは属性ごとに性格付けがされたといえるが、初めて追加されたシステムのため、うまく機能していなかった。なお、本作における強弱関係で変化するのは命中率で、与えるダメージには影響しない。属性の強いほうが命中率が20%上がり、弱いほうが20%下がる仕組みである。斧は攻撃力が高いが命中率が低く、また剣は軽く攻撃速度が少ししか低下しないため、最悪の場合命中率0%にまで下がる。これらの点は、次作『ファイアーエムブレム トラキア776』以降より少しずつ改善されている。

### クラス
味方ユニットのクラスについては仲間を、シリーズ共通の特性についてはファイアーエムブレム#ユニット・兵種を参照のこと。クラスはキャラクターごとに固定されている。前作まではクラスチェンジできるユニットが限られていたが、本作ではディアドラとダンサー以外の全ユニットが可能となった。シリーズの他作品と異なりクラスチェンジ可能レベルは20以上で、クラスチェンジ後にレベルは1に戻らない。ユニットの上限値はHP80・運30が共通で、その他の能力はクラスごとに上限値が固定されており（最大15～30）、成長率に優れていてもクラス上限値以上の数値にはならない。また、下級ユニットは上限値、武器レベルが上級ユニットより低く、これらの関係でクラスチェンジを控えても(従来のシリーズと異なり)メリットとなる点がなく、レベル20になり次第クラスチェンジする方がゲーム上有利となる。
本作においては武器レベルもクラスごとに固定となっており、クラスチェンジ以外で武器レベルが上がることはない。血統により武器レベルが高くなっているキャラクターもおり、直系ならば対応した武器レベルは必ず☆となる。傍系の場合はクラス固有の武器レベルに1段階プラスとなるが、Aが☆になることはない（ただし後述の結婚により「血が濃くなった場合」☆になる事もある）。ただし、もともと使用不可なクラスの場合、直系も傍系も使用不可のままで武器レベルは変化しない。ちなみに武器レベルの☆は「血統に対応した神器＋神器以外の全ての装備が使える」事を意味する。

### 恋愛について
前述のとおり本作は前後半で主人公が交代する親子2代のストーリー構成であり、世代交代を印象付けるシステムとして「恋愛」のシステムが導入されている。一部を除いたキャラクターの異性同士のカップリングはプレイヤーに委ねられており、前半のシグルド編で成立したカップリング結果は、後半のセリス編で登場する子世代に影響を与える。なお、恋人同士では隣接戦闘時に確率で必殺を発動する支援攻撃と、恋人間で資金譲渡が可能な「あげる」コマンドが使用可能になる。
「恋愛」のシステムは、マップ中での会話イベントやターン終了時に隣接しているなどの条件により数値が蓄積され、一定値を超えると恋人となる形で表現されている。この数値の初期値や増加量（＝成立しやすさ）はそれぞれ異なっており、1回の会話イベントだけでカップリング成立するケースも存在する。数値はゲーム中で直接確認することはできず、城中施設の占い屋では「気になっている」「結ばれている」などのおおよその段階が表示される。なお、カップリングが可能なキャラクター間の数値は同時並行で計算されており、占い屋ではそのキャラクターでもっとも進行しているキャラクターとの進行段階だけが表示される。恋人が成立したあと2人が最初に本城に帰還したときに帰還イベントが発生する。
物語上で固定されたカップリングは、親世代のシグルドとディアドラ、キュアンとエスリンの2組のみ。唯一両世代にユニットとして登場するフィンは親世代のみカップリングが可能で、子世代のフィン・アルテナ・ハンニバルは恋愛に関する数値が計算されない。子世代のキャラクターは両親に応じた成長率とスキルを持ち、初期能力値と所持金もシグルド編終了時の両親の能力値と所持金によってある程度変動する。所持品は基本的に同性親の所持品（武器と杖は初登場時点で使えるものだけ）を引き継ぐ。ただし、神器だけは条件関係なしに引き継ぎ（その関係上、フォルセティとバルキリーが単に荷物を圧迫するだけのお邪魔アイテムになる事がある）、ブリギットの子とレンスター一家のみ所持品の引継ぎ先が異性子になる。また、子供のクラスの関係で斧と男親の槍だけは絶対に引き継げない。なお引き継げなかったアイテムはほぼ全て店で売られているか、敵が持っている。開発当初、子世代は父と母それぞれの組み合わせでキャラクターを作る予定だったが、容量の問題で固定となっている。
親世代でカップリングが成立していない、あるいは両親のどちらかが死亡している場合は、子世代のキャラクターを代替したキャラクターが登場する。
なお、エンディングは親世代・子世代のカップリングに応じて、それぞれのキャラクターの行き先が異なるマルチエンディングとなっている。

### 擬似乱数
本作において、あらゆる行動は擬似乱数を用いた確率で制御されており、同じセーブデータから始めた場合、リセットしても全く同じ操作をすれば全く同じ結果が現れるという特徴がある。一般のシミュレーションRPGで多用しがちな「勝てるまでリセット」という手段は利用できないものの、行動する順番を入れ替えることで不利な状況の回避も可能となる。

### その他
他の作品とは違い、装備品や所持金は個人単位で所有し（上限は50000G）、自由に仲間に渡すことができない（中古屋を介した売買は可能）。また、装備品が壊れた場合は修理屋で直すことになるため、装備できる武器のレベルは兵種、もしくは両親によって決まるというシステムと相まって、武器に恵まれない者は資金を稼ぎにくい。所持金不足を解消する方法として、前述した恋人同士（もしくはシーフ）が資金を渡す「あげる」コマンドが存在する。どちらも全額手渡しで金額の指定はできないため、必要な買い物や修理を事前に済ます、資金入手の機会を残しておくなどの工夫が必要となった。
なお、死亡者を蘇生させるバルキリーの杖も修理できるため、杖の修理資金の工面と使用者（継承者）の生存さえ確保できれば、何度でも生き返らせることが可能である（本城でのみ使用可能）。ユニットの復活手段が用意されている作品は、リメイク作品を除けば本作が最後である。
道具屋などの店はステージ上に散在しておらず、本城をはじめとする自軍の拠点でのみ、コマンド選択で使用できる。市販の安い武器やアイテムも入手可能個数が厳格に決められており、特に序盤は誰に買わせるかの選択がシビアになっている。闘技場の仕様も変化し、掛け金なしで参加できるうえに、HPが0になったとしても死亡することはなく、HP1を残して追い返されるようになった。また、闘技場で闘う相手の順番およびパラメータは決められており、全7人を撃破したキャラはその章の闘技場を利用できなくなる。
敗北条件として、「主人公死亡（HPが0になる）」に加え、「敵ユニットが本城に進入する（守備の味方ユニットがいる場合は倒される）」が追加された。
他の作品と違い、敵部隊のリーダーを倒さずに部下を全滅させると敵の本拠地まで増援を呼んでくる。このため、部下のみを全滅させることを繰り返せば、無尽蔵に経験値・資金（盗賊や盗賊の剣が必要だが）を稼ぐことが可能である。また、増援を呼びに戻る際に敵リーダーを囲んでおくと、増援を呼びにいく行為を優先するため、安全に回復や武器の修理、クラスチェンジなども可能である。時間さえかければ全員レベルを最大まで上げる、武器の星を全て最大にするなども可能である。

### 仲間
以下この節における「血統」の太字は神器の継承者であることを意味する。クラスが二つ記載されている場合、下段はCC後のもの。スキルは頭文字（大盾のみ「盾」）で表記している。

#### シグルド軍
太字のキャラはストーリーの進行上、死ぬことが無いキャラ。HPが0になると戦線を離脱する（ただし、イベント死亡はあり）。
| 名前       | クラス                          | 国籍         | 参戦         | 血統          | スキル               | 備考 |
| ---------- | ------------------------------- | ------------ | ------------ | ------------- | -------------------- | --- |
| シグルド   | ロードナイト                    | シアルフィ   | 序章         | バルド        | 追                   | 前半の主人公。シアルフィ家公子。聖剣ティルフィング継承。 |
| ノイッシュ | ソシアルナイト パラディン       | シアルフィ   | 序章         |               | 必、突               | シアルフィ家に仕える家臣。 |
| アレク     | ソシアルナイト パラディン       | シアルフィ   | 序章         |               | 追、見               | シアルフィ家に仕える家臣。 |
| アーダン   | ソードアーマー ジェネラル       | シアルフィ   | 序章         |               | 待、（＋盾）         | シアルフィ家に仕える家臣。 |
| アゼル     | マージ マージナイト             | ヴェルトマー | 序章         | ファラ        | 追                   | ヴェルトマー家公子。アルヴィスの異母弟。彼に恋人がいない場合はこの作品での「ファイアーエムブレム」の意味はわからず、エンディングでヴェルトマー公国はグランベル王国に併合される。                                           |
| レックス   | アクスナイト グレートナイト     | ドズル       | 序章         | ネール        | 待、エ               | ドズル家公子。斧クラスの子供がいないため、彼の武器は絶対に引き継げない。 |
| キュアン   | デュークナイト                  | レンスター   | 序章～ 第3章 | ノヴァ        | 連                   | レンスター王子、シグルドとエルトシャンの親友。地槍ゲイボルグ継承。エスリンが倒れると共にレンスターへ帰国する。 彼の持ち物は娘のアルテナに引き継ぐ。                                                                        |
| エスリン   | トルバドール パラディン         | レンスター   | 序章～ 第3章 | バルド        | 必                   | キュアンに嫁いだシグルドの妹。キュアンが倒れると共にレンスターへ帰国する。ゲーム開始時点で一児の母。 彼女の持ち物は息子のリーフに引き継ぐ。                                                                                |
| フィン     | ランスナイト デュークナイト     | レンスター   | 序章～ 第3章 |               | 追、祈               | レンスター王家に仕える若き家臣。 この世代のみ、仮にやられても子世代で復帰してくれる。 なお子供のクラスの関係上、フィンの槍を引き継ぐことは不可能。                                                                         |
| ミデェール | アーチナイト ボウナイト         | ユングヴィ   | 序章         |               | 追、突               | ユングヴィ家に仕える家臣。 |
| エーディン | プリースト ハイプリースト       | ユングヴィ   | 第1章        | ウル          |                      | ユングヴィ家公女。幼い頃に行方不明となった双子の姉を探している。子供はレスター（アーチナイト）／ラナ（シスター）。 |
| デュー     | シーフ シーフファイター         | ---          | 第1章        |               | 太、値、（盗、＋追） | マーファ城に盗みに入って捕まった少年。 |
| アイラ     | ソードファイター ソードマスター | イザーク     | 第1章        | オード        | 見、流、（追、＋連） | イザーク王国の王女。甥のシャナンを連れてヴェルダン王国まで逃れ、そこで傭兵をしていた。子供はスカサハ（ソードファイター）／ラクチェ（ソードファイター）。                                                                   |
| ディアドラ | シャーマン                      | シアルフィ   | 第1章 第2章  | ヘイム マイラ | 見                   | 精霊の森でシグルドが出会った少女。暗黒神の血統を受け継ぐ。 |
| ジャムカ   | ボウファイター スナイパー       | ヴェルダン   | 第1章        |               | 連、突、（追）       | ヴェルダン王国の第三王子。彼に恋人がいない場合、エンディングでヴェルダン王国はグランベル王国に併合される。 |
| ラケシス   | プリンセス マスターナイト       | ノディオン   | 第2章        | ヘズル        | カ、（＋追）         | ノディオン王国の王女でエルトシャンの異母妹。子供はデルムッド（フリーナイト）／ナンナ（トルバドール）。 |
| ホリン     | ソードファイター フォーレスト   | イザーク     | 第2章        | オード        | 月、（追）           | 闘技場で生計を立てる剣闘士。 |
| レヴィン   | バード セイジ                   | シレジア     | 第2章        | セティ        | 連、必               | シレジア王子。風の魔法フォルセティ継承。後半にフォルセティを使用する場合、彼の恋人をフュリー・シルヴィア・ティルテュのいずれかにする必要がある。恋人がいない場合、エンディングでシレジア王国はグランベル王国に併合される。 |
| シルヴィア | ダンサー                        | ---          | 第2章        | ブラギ        | 連、祈、（踊）       | レヴィンに好意を抱く踊り子。子供はリーン（ダンサー）／コープル（プリースト）。 |
| ベオウルフ | フリーナイト フォレストナイト   | ---          | 第2章        |               | 追、突、（＋連）     | ヴォルツと共にマクベスに雇われた傭兵騎士。エルトシャンとは旧知の仲。 |
| フュリー   | ペガサスナイト ファルコンナイト | シレジア     | 第2章        |               | 追、（＋連）         | 国を離れたレヴィンを探すシレジアの天馬騎士。彼女は物理職だが息子は純魔法職のため、恋人には注意が必要。子供はセティ（セイジ）／フィー（ペガサスナイト）。 娘のフィーは子供の中で唯一槍を引き継げる。                        |
| ブリギッド | スナイパー                      | ユングヴィ   | 第3章        | ウル          | （追）               | オーガヒルの海賊に育てられていたユングヴィ家の公女で、エーディンの双子の姉。聖弓イチイバル継承。子供はファバル（ボウファイター）／パティ（シーフ）。彼女の子供たちは異性の親の持ち物を継承する（成長率は同性の親基準）。   |
| クロード   | ハイプリースト                  | エッダ       | 第3章        | ブラギ        |                      | エッダ家当主。聖杖バルキリー継承。スキルがない代わりに、魔力・魔防の成長率補正に優れている。彼に恋人がいない場合、エンディングでエッダ公国はグランベル王国に併合される。                                                   |
| ティルテュ | サンダーマージ マージファイター | フリージ     | 第3章        | トード        | 怒、（＋連）         | レプトールの娘。子供はアーサー（マージ）／ティニー（マージ）。彼女の初期装備トローンは娘のクラスの関係で直接受け継げず、甥のイシュトーが所持している（必殺武器化していても敵装備の場合は効力が発揮されない）。             |

#### NPC
NPCとは、シグルド軍を「同盟」もしくは「中立」という立場から援護してくれるキャラのこと（自動行動）。
| 名前         | クラス           | 国籍         | 参戦  | 血統          | スキル     | 備考                                                                                              |
| ------------ | ---------------- | ------------ | ----- | ------------- | ---------- | ------------------------------------------------------------------------------------------------- |
| アルヴィス   | セイジ           | ヴェルトマー | 序章  | ファラ マイラ | 見、（連） | ヴェルトマー家の若き当主。国王を守る近衛軍指揮官。炎の魔法ファラフレイム継承。                    |
| エルトシャン | パラディン       | ノディオン   | 第1章 | ヘズル        |            | ノディオン国王でシグルドとキュアンの親友。魔剣ミストルティン継承。                                |
| イーヴ       | パラディン       | ノディオン   | 第2章 |               |            | ノディオン王家に仕え、エルトシャンから特に信頼される3つ子の騎士の長男。ラケシスの護衛を任される。 |
| エヴァ       | パラディン       | ノディオン   | 第2章 |               |            | 3つ子の1人。                                                                                      |
| アルヴァ     | パラディン       | ノディオン   | 第2章 |               |            | 3つ子の1人。                                                                                      |
| マーニャ     | ファルコンナイト | シレジア     | 第4章 |               | （連）     | シレジア天馬騎士団のリーダーでフュリーの姉。                                                      |
| バイロン     | マスターナイト   | シアルフィ   | 第5章 | バルド        | （追）     | シアルフィ家当主。シグルド、エスリンの父。聖剣ティルフィング継承。                                |
| アイーダ     | マージファイター | ヴェルトマー | 第5章 |               | （連）     | アルヴィスに忠実な側近。                                                                          |

#### セリス軍
太字はシグルド軍のユニットの生死に関係なく登場するキャラ。国籍はエンディングで向かう国を表示しているが、父親・恋人次第で変動する。
| 名前       | クラス                          | 国籍         | 参戦  | 親                      | 血統          | スキル               | 備考 |
| ---------- | ------------------------------- | ------------ | ----- | ----------------------- | ------------- | -------------------- | --- |
| セリス     | ジュニアロード ロードナイト     | バーハラ     | 第6章 | シグルド ディアドラ     | バルド ヘイム | 追、見               | 後半の主人公で解放軍の盟主。シグルドの息子。聖剣ティルフィング継承。 |
| スカサハ   | ソードファイター フォーレスト   | イザーク     | 第6章 | アイラ                  | オード        | 見、流、（追）       | セリスと共に出陣。 |
| ラクチェ   | ソードファイター ソードマスター | イザーク     | 第6章 | アイラ                  | オード        | 見、流、（追、＋連） | セリスと共に出陣。 |
| ラナ       | プリースト ハイプリースト       | ユングヴィ   | 第6章 | エーディン              | ウル          |                      | セリスと共に出陣。 |
| オイフェ   | パラディン                      | シアルフィ   | 第6章 |                         | バルド        | 追、必               | シグルドにセリスを託され、守り育てた軍師。 |
| レスター   | アーチナイト ボウナイト         | ユングヴィ   | 第6章 | エーディン              | ウル          |                      | 解放軍として活動。 |
| デルムッド | フリーナイト フォレストナイト   | アグストリア | 第6章 | ラケシス                | ヘズル        | カ、（＋連）         | 解放軍として活動。 |
| ユリア     | シャーマン セイジ               | バーハラ     | 第6章 | アルヴィス ディアドラ   | ファラ ヘイム | 追、連、見           | レヴィンが連れて来た記憶喪失の娘。神聖魔法ナーガ継承。 |
| フィー     | ペガサスナイト ファルコンナイト | シレジア     | 第6章 | フュリー                |               | 追、（＋連）         | セリス軍の挙兵を聞きイザークを訪れた、シレジアの天馬騎士見習い。 |
| アーサー   | マージ マージナイト             | フリージ     | 第6章 | ティルテュ              | トード        | 怒                   | フィーのペガサスに同乗した魔道士。生き別れの妹を探しにシレジアからアルスターへ向かっている。 |
| ヨハン     | アクスナイト グレートナイト     | ドズル       | 第6章 | ダナン                  | ネール        | 待                   | ドズル家の次男。仲間加入は弟のヨハルヴァと二者択一。 |
| ヨハルヴァ | アクスファイター ウォーリア     | ドズル       | 第6章 | ダナン                  | ネール        | 突                   | ドズル家の三男。仲間加入は兄のヨハンと二者択一。 |
| シャナン   | ソードマスター                  | イザーク     | 第7章 | マリクル                | オード        | 流、（追、連）       | イザークを救うため解放軍を興したリーダー。神剣バルムンク継承。 |
| パティ     | シーフ シーフファイター         | ユングヴィ   | 第7章 | ブリギッド              | ウル          | （盗、＋追）         | イード砂漠で盗みを働く最中にシャナンと出会った盗賊。 |
| リーフ     | プリンス マスターナイト         | レンスター   | 第7章 | キュアン エスリン       | ノヴァ バルド | 連、必、（＋追）     | トラキア半島を解放するために挙兵したレンスター王子。 |
| フィン     | ランスナイト デュークナイト     | レンスター   | 第7章 |                         |               | 追、祈               | リーフを見守り続けるレンスター王家の忠臣。 能力はシグルド時代の物を引き継ぎ、持ち物は結婚しているか否かで変わる。 独身の場合は離脱時に持っていたものをそのまま持参し、結婚していた場合は鉄の槍のみ持っている。 |
| ナンナ     | トルバドール パラディン         | アグストリア | 第7章 | ラケシス                | ヘズル        | カリスマ             | リーフと共に育てられた少女。 |
| アレス     | ソシアルナイト パラディン       | アグストリア | 第7章 | エルトシャン グラーニェ | ヘズル        | 追、連、待           | 傭兵ジャバローに拾われて孤児から傭兵となっていたノディオン王子。魔剣ミストルティン継承。 |
| ティニー   | マージ マージファイター         | フリージ     | 第7章 | ティルテュ              | トード        | 怒、（＋連）         | フリージ家で育てられた少女。アーサーの生き別れの妹。 |
| リーン     | ダンサー                        | アグストリア | 第7章 | シルヴィア              | ブラギ        | 連、祈、（踊）       | ダーナの領主ブラムセルに雇われていた踊り子。 |
| ファバル   | ボウファイター スナイパー       | ユングヴィ   | 第8章 | ブリギッド              | ウル          | （追）               | コノートで孤児を救うため敵軍に加担した。聖弓イチイバル継承。 |
| セティ     | セイジ                          | シレジア     | 第8章 | フュリー                |               | 追、（連）           | 行方不明の父を探しにシレジアを出たものの、流れ着いたマンスターで苦しむ人々を助けるために抵抗を続けていた勇者。                                                                                                 |
| コープル   | プリースト ハイプリースト       | トラキア     | 第9章 | シルヴィア              | ブラギ        | 連、祈               | 将軍ハンニバルの養子として迎えられた少年。 |
| アルテナ   | ドラゴンナイト ドラゴンマスター | トラキア     | 第9章 | キュアン エスリン       | ノヴァ バルド | 連、必、（＋追）     | トラキア国王トラバントに娘として育てられた、レンスター王国王女。地槍ゲイボルグ継承。 |
| ハンニバル | ジェネラル                      | トラキア     | 第9章 | ---                     |               | 連、待、（盾）       | トラキア王国の将軍を務める老騎士。 |

#### 代理キャラクター
母親の婚姻が成立しない（母親の恋人がいない、もしくは死亡）場合は、生まれるはずの子供の代理となるキャラが登場。聖戦士の血筋を持たないキャラが多いため、「平民キャラ」と呼ばれることが多い（EDの会話より）。そのほとんどは戦闘力や成長率やスキルが前半キャラを親に持つ子供に比べ劣るものの、能力アップの会話および地点待機イベントが豊富に用意されている。備考欄には子世代キャラクターとの相違点を記述する。
| 名前       | クラス                          | 国籍         | 参戦  | 親       | 血統   | スキル           | 備考 |
| ---------- | ------------------------------- | ------------ | ----- | -------- | ------ | ---------------- | --- |
| ロドルバン | ソードファイター フォーレスト   | イザーク     | 第6章 | ---      |        | 待、（追）       | スカサハの代理キャラ。ラドネイの兄。 |
| ラドネイ   | ソードファイター フォーレスト   | イザーク     | 第6章 | ---      |        | （追）           | ラクチェの代理キャラで、ロドルバンの妹。ラクチェとは上級職が違う。                                                                                           |
| マナ       | プリースト ハイプリースト       | イザーク     | 第6章 | ---      |        |                  | ラナの代理キャラ。イザーク出身で、ディムナの妹。 |
| ディムナ   | アーチナイト ボウナイト         | イザーク     | 第6章 | ---      |        | 追               | レスターの代理キャラ。イザーク出身で、マナの兄。 |
| トリスタン | フリーナイト フォレストナイト   | アグストリア | 第6章 | イーヴ   |        | 必、（＋連）     | デルムッドの代理キャラで、ジャンヌの兄。父は前半に登場したノディオンの3つ子騎士の長男・イーヴ。                                                              |
| フェミナ   | ペガサスナイト ファルコンナイト | シレジア     | 第6章 | ---      |        | 連               | フィーの代理キャラで、ホークの妹。シグルドやフュリーに憧れている。                                                                                           |
| アミッド   | ウインドマージ マージファイター | フリージ     | 第6章 | エスニャ | トード | 連               | アーサーの代理キャラ。シレジア出身で、リンダの兄。母はレプトールの次女エスニャ。アーサーとはクラスが違いCC後にはマージファイターになるが、杖は使用できない。 |
| デイジー   | シーフ シーフファイター         | コノート     | 第7章 | ---      |        | 祈、（盗、＋追） | パティの代理キャラ。アサエロの妹。 |
| ジャンヌ   | トルバドール パラディン         | アグストリア | 第7章 | イーヴ   |        |                  | ナンナの代理キャラ。トリスタンの妹。 |
| リンダ     | サンダーマージ マージファイター | フリージ     | 第7章 | エスニャ | トード | 怒、エ、（＋連） | ティニーの代理キャラ。アミッドの妹。 |
| レイリア   | ダンサー                        | アグストリア | 第7章 | ---      |        | カ、（踊）       | リーンの代理キャラ。シャルローの生き別れの姉。 |
| アサエロ   | ボウファイター スナイパー       | コノート     | 第8章 | ---      |        | 突、（追）       | ファバルの代理キャラで、デイジーの兄。コノートのヒットマンとして近隣住民に恐れられている。                                                                   |
| ホーク     | セイジ                          | シレジア     | 第8章 | ---      |        | 追、（連）       | セティの代理キャラ。フェミナの兄。 |
| シャルロー | プリースト ハイプリースト       | トラキア     | 第9章 | ---      |        | エリート         | コープルの代理キャラ。レイリアの生き別れの弟。 |

#### NPC
| 名前       | クラス           | 国籍       | 参戦   | 親         | 血統   | スキル     | 備考 |
| ---------- | ---------------- | ---------- | ------ | ---------- | ------ | ---------- | --- |
| パルマーク | ビショップ       | シアルフィ | 第10章 |            |        |            | シアルフィ家の宮廷司祭。アルヴィスからティルフィングを預かり、セリスに託す。                                                  |
| アリオーン | ドラゴンマスター | トラキア   | 終章   | トラバント | ダイン | 追、連、見 | トラキア王子。天槍グングニル継承（9章では敵として登場）。終章では義妹のアルテナで話しかけると麾下の軍と共に力となってくれる。 |

## キャラクター
担当声優は『ファイアーエムブレム ヒーローズ』『ファイアーエムブレム エンゲージ』での配役。名前の後の（）は前半が『ファイアーエムブレム聖戦の系譜　TREASURE』に記された英語表記、後半が『ファイアーエムブレム ヒーローズ』英語版での名前である。十二聖戦士の項目にある太字の名前は神の武器の継承者。
この項目では各インタビューや解説本も出典として取り扱っているが、ゲーム本編で語られた設定以外は「プレイする人の数だけ物語があるファイアーエムブレム」のなかであくまでその物語の一つであり、プレイヤーの想像に制限を与えるものではないとディレクターの加賀は『TREASURE』と『遊びつくす本』で強調している。

### グランベル王国
ユグドラル大陸の中央に位置する大陸最大の国家。バーハラ王家以下、6つの公爵家が統治する7つの地域で構成されている。公国は王国に従属しつつも独自性を保っている。政治・文化・軍事のどの分野でも高い成熟度を誇り、大陸の中心的存在である。主な産業は農業であり、モデルはドイツ。グランベル帝国を経て、新生グランベル王国へ移行する。

#### 歴史
グラン歴648年のロプト帝国滅亡後、聖者ヘイムをはじめとする7名の聖戦士によって649年に建国された。グラン歴757年時点では老齢の国王アズムールに代わり王子クルトがシアルフィ公爵バイロンとユングヴィ公爵リングの補佐により政治を取り仕切っていたが、宰相フリージ公爵レプトールとドズル公爵ランゴバルトはそれに反発し反王子勢力を形成していた。
グラン歴757年、友好都市ダーナがイザーク王国に侵略されたことによりクルト王子は国中の大多数の兵力を率いて討伐へ向かったものの、その隙に同盟関係にあったヴェルダン王国により侵略される。シアルフィ公子シグルドがそれに立ち向かい、逆にヴェルダン王国を制圧した。翌758年にはアグストリア諸公連合がヴェルダンへ兵を向けるためにノディオン王国を攻めるも、援軍に駆け付けたシグルド軍が逆にアグストリアの大部分を制圧し、一年間の駐留に入る。同年イザーク討伐軍がイザーク全土を占領するも、途中でクルト王子がランゴバルト公により暗殺された。翌759年にはアグストリア王シャガールが一年の期限を待たずして失地回復のため挙兵しシグルドに返り討ちにされたため、グランベル王国は名実ともにイザーク・ヴェルダン・アグストリアを属国とする。クルト王子暗殺をシアルフィ公バイロンと公子シグルドの所業だとヴェルトマー公爵アルヴィスに言いくるめられたアズムール王は、シグルド軍追討の命を下した。
クルト王子が妻子無いまま暗殺され聖者ヘイムの直系が途絶えたと思われていたが、彼の遺児ディアドラが発見されアルヴィス公と結婚する。760年にシグルド軍が王都バーハラへ進軍するもヴェルトマー軍が騙し討ちにより壊滅させ、761年にはシグルド軍を匿っていたシレジア王国を占領。残されたトラキア半島のうちマンスター地方がトラキア王国から譲渡され、グランベル帝国が成立した。王女ディアドラの夫であるヴェルトマー公爵アルヴィスがグランベル初代皇帝として即位した。
グランベル帝国が成立してしばらくは皇帝アルヴィスによる絶対的な法治主義のもと窮屈だが平和で穏やかな統治が行われていたが、771年頃にアルヴィスとディアドラの子ユリウスに暗黒神ロプトウスが降臨。グランベル帝国の実権はユリウスとロプト教団が握り、弾圧や子供狩りなどの圧政を行うようになった。それにより各地で反乱が起こるようになったが、まとまりがないため帝国の武力で鎮圧されていた。
グラン歴777年、シグルドとディアドラの息子セリスがイザーク王国で挙兵。属国イザーク・マンスター・同盟国トラキア・ミレトス自由都市群らを次々と開放し、グランベル帝国本国へと迫る。それに伴いシレジアは独立し、アグストリアの民も独立のため挙兵する。シアルフィを守っていた皇帝アルヴィスがセリスにより討たれ、各公国も次々と解放軍によって制圧され、王都バーハラの皇子ユリウスは双子の妹ユリアによって倒された。暗黒神ロプトウスの恐怖から解放されたこの国は、780年に新生グランベル王国として聖王セリスのもと差別や支配のない豊かな世界の実現をめざすこととなった。

#### バーハラ王家
聖者ヘイムの血を引き、暗黒神ロプトウスに唯一対抗できる光魔法ナーガを継承する。騎士団はセイジやフォーレストが中心のヴァイスリッター。領地はグランベル王国の北東寄りに位置している。アズムール王の「ナーガの力を受け継ぐ子を『王子』とし、王子が成人するまではアルヴィスが仮の王となれ」という発言、王家の血筋であるディアドラではなく婿のアルヴィスが即位していること、ナーガを継承したユリアではなく（解放軍の盟主で血筋的には長子とはいえ別の聖戦士の直系である）セリスが王位を継いだこと、『大全』ではユリアがいるにも関わらず「セリスは唯一ヘイムの血を受け継ぐことからグランベルの王に」と明記されたことなどから、他の公国や王国とは違い女性に継承権のない可能性がある。
聖者ヘイム（Heim／未登場）
神器：光魔法ナーガ
ダーナ砦の奇跡により竜族ナーガの血と光魔法ナーガを授かった、髭を生やした男性。子孫にアズムール、クルト、ディアドラ、セリス、ユリウス、ユリア、リノアンがいる。
アズムール（Azmur／未登場）
ヘイム直系　継承：光魔法ナーガ　登場章：第五章　言及：序章、第二章、第三章、第四章
関係者：クルト（息子）、ディアドラ（孫）、セリス・ユリウス・ユリア（ひ孫）
グランベル国王。序章の時点で既に老齢のため執務は息子クルトが代行している。ヴェルダンからの侵略の危機に立ち上がったシグルドへ銀の剣を授け、王国聖騎士に任命した。シグルドが他国へ軍を進める際は彼の承認を得ていることが第二章で語られている。クルト暗殺により心を痛め、彼をバイロンとシグルドが共謀して殺したというアルヴィスの言葉を疑いながらも信じてシグルド捕縛の命を下す。クルトの遺児ディアドラがナーガの継承者だと一目で見抜き、ディアドラとアルヴィスの結婚を寿いだうえで一刻も早い子供の誕生を願った。ディアドラの子供のナーガ継承者が成人するまではアルヴィスが仮の王となり教育するよう言い残している。第五章で登場したときは病気により身を起こすことも出来ず、臨終が近い。晩年にアルヴィスの傀儡となったことが、各国への侵略や後の圧政、王朝交代の一因となった。
クルト（Kult／未登場）
ヘイム直系　継承：光魔法ナーガ　言及：序章、第二章、第三章、第五章
関係者：アズムール（父）、シギュン（恋人）、ディアドラ（娘）、セリス・ユリウス・ユリア（孫）
グランベル王子。溢れる才知で父王に代わり政務を取り仕切っていたが、バイロンとリングを重用しレプトールとランゴバルトを遠ざけていたために軋轢を生んでいた。友好都市ダーナへ侵攻してきたイザーク王国討伐のために軍を率いて出征したが、制圧が完了する直前に暗黒教団とアルヴィスの陰謀でレプトールと共謀したランゴバルトによって暗殺された。
未婚だがアルヴィスの母であるヴェルトマー公爵夫人シギュンとの間に不義の子ディアドラをもうけ、このことが大陸に悲劇をもたらした。夫ヴィクトルに浮気され嘆いていたシギュンを同情心から慰め続けていたがやがて愛し合い、そのことがヴィクトルに知られて自害され、シギュンはディアドラを妊娠したまま失踪したが、クルトが子供の存在を知っていたかについては言及がない。シギュン失踪後はヴィクトルとシギュンの息子アルヴィスを陰ながら支えていた。
ディアドラ（Diadora／Deirdre）
声 - 井上喜久子
クラス：シャーマン（クラスチェンジなし）　ヘイム直系、ガレ（ロプト）傍系　継承：光魔法ナーガ　シグルド軍参戦章：第一章～第二章　登場：第一～三、五、十章　言及：第四章、第六章、第十章、終章
関係者：アズムール（祖父）、クルト（父）、シギュン（母）、シグルド（夫）、アルヴィス（異父兄・夫）、セリス（息子）、ユリウス（息子）、ユリア（娘）、サイアス（甥）
クルトとシギュンの娘。クルトからは聖者ヘイム直系の聖痕を、シギュンからはロプト帝国傍系皇族・聖者マイラの血を受け継いでいる。 第一章登場時17、8才。育ての親からは「血の中に眠る暗黒神ロプトウスを復活させるために暗黒教団に狙われている。だから人と交わってはならない」と言い聞かせられヴェルダン王国の精霊の森に隠れ住んでいたが、マーファ城下でシグルドと出会い、互いに一目惚れをして結婚する。しかし戦時中であったため、シグルドとの結婚中にグランベル王国へ行くことは無かった。その後はアグストリア王国王都アグスティ駐留中にセリスを産むが、自身は暗黒教団の大司教マンフロイに発見されてしまい、記憶を奪われ拉致されてしまう。誘拐後は異父兄アルヴィスと互いに兄妹とは知らないままヴェルトマー城下で保護される形で引き合わされ、しばらくの交流を経て結婚することとなる。その挨拶で拝謁したグランベル国王アズムールには額の聖痕により実の孫だと認められた。アルヴィスとの結婚は第三者から見て幸せそうだと言われているが、アルヴィス本人は時々自分以外の誰かを見ているような気がすると不安に思っていた。
無実の罪で陥れられたシグルドが身の潔白を訴えるためにバーハラへ進軍した際に、アルヴィスは「ディアドラの父を殺した男」と偽ってディアドラとシグルドを会わせる。しかし相手に魅入られたように言葉を交わすディアドラの姿に慌てたアルヴィスは、シグルドと話したいと懇願するディアドラをすぐに城に下がらせ、シグルドを謀殺する。ディアドラはアルヴィスの怪我を治療しながら、「シグルドが本当に悪い人だったのか」と問いかけるのだった。その後はアルヴィスとの間にユリウスとユリアの双子を生んだ。
ディアドラが記憶を取り戻すことは無かったものの、シグルドが夫であったことは後で知る。そのことでアルヴィスを恨むことはできず、罪の意識を持つ。そしてバーハラの戦いから11年後（セリス蜂起から約6年前）、ロプトの血に目覚めたユリウスからユリアを逃がした後、彼の手にかかり死亡した。
セリス(Celice／Seliph)
声 - 内田雄馬
→聖戦の系譜#シアルフィ公爵家へ
ユリウス(Yurius／Julius)
声 - 櫻井孝宏
→聖戦の系譜#ロプト教団へ
ユリア(Yuria／Julia)
声 - 佐倉綾音
クラス：シャーマン→セイジ　ヘイム直系、ファラ傍系、ガレ（ロプト）傍系　継承：光魔法ナーガ　セリス軍参戦章：第六～九章、終章　敵軍：終章　登場のみ：第十章
関係者：アズムール（曾祖父）、クルト（祖父）、シギュン（祖母）、アルヴィス（父・伯父）、ディアドラ（母・叔母）、アゼル（叔父）、サイアス（異母兄）、セリス（異父兄・従兄）、ユリウス（双子の兄）
アルヴィスとディアドラの娘。ユリウスの双子の妹で、セリスの異父妹。ナーガ直系の聖痕を持つ。
グランベル帝国の皇女として生まれ、家族に愛されて幸せに暮らしていたが、兄ユリウスがロプトウスとして覚醒し母と共に殺されかける。最後の力を振り絞ったディアドラのワープによって逃がされたものの、その衝撃で記憶を失ってバーハラ城下で倒れていたところをレヴィンによって保護され、シレジアの辺境の地で匿われて育った。そこにも危険が迫ってきたためレヴィンにイザークで決起した解放軍の元へ連れていかれ、そこで異父兄セリスと運命的な出会いを果たす。その後も兄妹とは知らないまま交流を重ねていたが、解放軍がミレトス地方の自由都市ペルルークを開放した際に暗黒教団の大司教マンフロイに発見されてしまい、誘拐された衝撃で記憶を取り戻す。連れ去られたシアルフィ城での父アルヴィスとの再会で母ディアドラの形見のサークレットを渡されたものの、すぐに引き離されそれが今生の別れとなった。
さらにヴェルトマー城へ連れていかれたユリアは、変わり果てた兄ユリウスと再会する。兄を乗っ取ったロプトウスに詰問するもナーガの継承者を敵視する彼に殺されそうになり、寸前にそれを止めたマンフロイが余興として彼女を洗脳し、ユリアはセリス軍の前に敵として現れることとなった。しかしマンフロイを解放軍が殺したことで彼女を操る術が解け、ユリアは正気に戻る。そしてユリウスの中のロプトウスを倒して兄を救うことを決意したユリアは、父がヴェルトマー城に隠したナーガの聖書を手にし、ロプトウスを討つ。戦後はグランベル王国を再興した異父兄セリスを見守りながら過ごした。

#### シアルフィ公爵家
グランベル王国に所属する6公爵家の一つ。聖戦士バルドの血筋で聖剣ティルフィングを継承し、当主は代々剣の使い手として有名。領地は王国南部でミレトス地方に隣接する。騎士団は聖騎士団グリューンリッターだが、ランゴバルト率いるドズル公爵家騎士団グラオリッターの騙し討ちにより壊滅した。
聖戦士バルド（Baldo／未登場）
ダーナ砦の奇跡により竜の血と聖剣ティルフィングを授かった青年。光の戦士バルドとも。死後に神格化されてからは光神バルドと呼ばれ崇められている。子孫にバイロン、シグルド、エスリン、オイフェ、アルテナ、セリス、リーフがいる。
バイロン（Vylon／未登場）
クラス：マスターナイト　バルド直系　継承：聖剣ティルフィング　登場章：第五章　言及：序章、第二章、第三章、第六章
関係者：シグルド（息子）、エスリン（娘）、アルテナ・セリス・リーフ（孫）
シアルフィ公爵家当主。勇壮な武人として知られる。クルト王子のイザーク討伐に従い、嫡子シグルドに国の守りを託して出陣した。クルト王子に最も信頼されいつも側におかれていたが、そのことからレプトール達の策略によりクルト暗殺の犯人に仕立て上げられる。クルト暗殺の際にはランゴバルトにより傷を負わせられるも脱出し、聖剣ティルフィングが壊れるほどの戦闘を行いながら1年強ものあいだ逃げ続けた。シレジア王国ザクソン城の東でシグルドと再会し、ティルフィングを息子に託して絶命する。
シグルド(Sigurd／Sigurd)
声 - 森川智之
クラス：ロードナイト　バルド直系　継承：聖剣ティルフィング　シグルド軍参戦章：序章～第五章　登場章：第十章　言及：第六章、第七章、第八章、第十章
関係者：バイロン（父）、ディアドラ（妻）、エスリン（妹）、キュアン（親友・義弟）、エルトシャン（親友）、セリス（息子）、アルテナ（姪）、リーフ（甥）
前半の主人公。シアルフィ公子。レンスター王子キュアン、アグストリアのノディオン王エルトシャンとは士官学校の同級生であり、固い絆で結ばれている。直属の部下にノイッシュ、アレク、アーダンがいる。
ヴェルダン王国が同盟を一方的に破棄し侵略してきた際、幼馴染であるユングヴィ公女エーディンを救うために戦力の多寡を承知しつつも救援の兵を挙げ、その功績からアズムール王より銀の剣と王国聖騎士の称号を下賜された。エーディンを救うためにヴェルダン王国へ反攻に打って出たときに、グランベル王国と戦争しているイザーク王国の王子シャナンを発見、その幼さから国の事情には関係ないこととして匿うことを決める。この決断が後にセリス達を救うこととなった。
ヴェルダン王国で運命的な出会いをした精霊の森の巫女ディアドラとは互いに一目惚れしあい、場合によっては彼女が暗黒神ロプトウスの縁者であることも知らされながら守ると誓い、結ばれる。ヴェルダン王国を制圧し王命によりグランベル・ヴェルダン・アグストリア三国の国境にあるエバンス城の城主に任ぜられると、ディアドラと結婚した。
ノディオン王妹ラケシスの援軍要請を受けアグストリアへ遠征し、アグストリアの諸王の中で唯一の和平派である親友エルトシャンを助けるために王都アグスティまで進軍する。アグストリアの盟主シャガールを追い詰めるも、アグスティ王家に忠誠を誓うエルトシャンが間に入り、グランベルによるアグストリア占領について逆に詰問される。シグルドは一年経てばグランベルの人間は国に戻るとエルトシャンに約束し、アグスティに駐留する。駐留期間中はアグスティ返還交渉を本国と粘り強く続けており、他国での軍事活動に逐一許可を得ていたこと、クルト暗殺の嫌疑を掛けられても王命を守りアグスティ防衛を優先したことなどから、己の正義を貫きつつもあくまでグランベル王国に忠義を尽くす軍人だったことが示されている。
アグスティ駐留中に息子セリスが生まれたが、一年を待てずに挙兵したシャガール王に対応している間にディアドラが行方不明になる。エルトシャンの死に心を痛めながらも妻を探そうとした矢先にクルト暗殺とグランベル王国転覆を謀った反逆者の汚名を着せられ討伐軍が迫るも、間一髪のところでシレジア王国に救われ亡命する。
シレジア王国ラーナ王妃の庇護下で一年弱を過ごしたが、グランベルの大軍がシグルド討伐を理由にシレジアへ迫っていることを知り、世話になったシレジアを戦いに巻き込むことを避けるために出立する。再会もつかの間に父を看取ると、仇の一人ランゴバルトを打ち倒した。戦いが激しくなる予感に息子セリスをオイフェとシャナンに託し、イザーク王国へ逃がす。そして弁明のためにグランベル本国へ兵を向けるが、途中で自分を助けに来る戦いでの親友キュアンと妹エスリンの戦死を知った。仇の一人であるレプトールを討ち取ると、寸前でレプトールを裏切って自軍に味方をしたアルヴィスの側近アイーダの言葉により、汚名が晴らされると信じてバーハラへ凱旋する。しかしそこで現れたアルヴィスに反逆者だと宣告され、再会した妻ディアドラもアルヴィスの妻だと紹介され、バーハラ軍による炎魔法メティオの雨が降り注ぐなか、最期はアルヴィスのファラフレイムによって謀殺された。
その死後しばらくは逆賊扱いだったが、グランベル帝国の圧政が行われるにつれ「アルヴィスの野心を早くから見抜き世界を救おうとして戦ったが非業の死を遂げた」と吟遊詩人によって広められ、伝説的英雄として語られるようになっていった。
冤罪から国を追われながら死ぬまで王家には全く反感を持たず、最後もアイーダの言葉を疑わずにバーハラへ向かうなど武将としては素直すぎる節があるが、これは彼が「セリスに比べても生き方が甘い、欠陥の多い主人公」として設定されているためである。が、孤軍で大陸の西半分を制圧し、離反者を出さなかった武勇と統率力は本物。しかし何よりもその優しさが多くの人望を集め、息子セリスの生存と偉業を助ける大きな遺産となった。
セリス(Celice／Seliph)
声 - 内田雄馬
クラス：ジュニアロード→ロードナイト　バルド直系、ヘイム傍系、ガレ（ロプト）傍系　継承：聖剣ティルフィング　セリス軍参戦章：第六章～終章　言及：第三章～第五章
関係者：バイロン（祖父）、クルト（祖父）、シギュン（祖母）、シグルド（父）、ディアドラ（母）、アルヴィス（伯父）、エスリン（叔母）、サイアス（従兄）、アルテナ（従姉）、リーフ（従弟）、ユリウス（異父弟・従弟）、ユリア（異父妹・従妹）、シャナン（育ての兄）、オイフェ（育ての父・傅役）、レヴィン（軍師・相談役）
後半の主人公。シグルドとディアドラの息子。年齢は第六章開始時で19歳。父に似て真摯で温厚な性格。母ディアドラからヘイムの血統を継いでいるためグランベルの王位継承権を持ち、異父弟ユリウスとの対比で光の皇子、光の公子と呼ばれる。帝国の過酷な支配により英雄シグルドの再来を願った人々に救世主のイメージを重ねられ、熱狂的に支持されている。
（前半）758年、シグルド軍のアグスティ駐留期間中に誕生。生まれたばかりのときに母ディアドラが誘拐され、母の生前の再会はかなわなかった。以後のアグストリアでは父の手元にいたためシグルド討伐軍の手に陥ることはなく、父の亡命によりシレジア王国へ渡り、セイレーン城で一年弱を過ごす。760年に父シグルドがシレジア王国リューベック城を占拠していたランゴバルトを倒すと、グランベル本国との戦いが激しくなる予感からセリスを北東のイザーク王国へ逃がす決意をし、セリスはオイフェとシャナンに連れられ落ち延びた。セリスはこのとき二歳にもならなかったが、これが父との今生の別れとなった。
以後は777年の挙兵までイザーク王国北方の隠れ里ティルナノグで育つ。セリスの祖父であるクルトとバイロンはグランベルによるイザーク討伐軍の責任者であったが、父シグルドはイザーク王子シャナンを助けたため、その恩によりセリスはイザーク国民から親しみを持たれている。オイフェ・シャナン・エーディンに守られ、幼馴染のスカサハ・ラクチェ・デルムッド・レスター・ラナはいつも一緒にいた。
（後半）シャナンが結成した解放軍の盟主としてティルナノグで雌伏の時を過ごしていたが、オイフェとシャナンの留守中にドズル公爵家当主にしてイザーク国王ダナンの配下に隠れアジトが発見され、街の人々を守るために出撃し、帝国の支配からの解放を掲げて戦い始めた。そして父の優しさにより築き上げられた数々の友情により、多くの若者がセリスのもとに集い始める。当初の無謀とも評された戦力差をよそに順調に味方を増やしていったセリスはダナンを倒し、イザーク王国をイザーク人の手に取り戻すのだった。また途中でレヴィンにより記憶喪失の少女ユリアを託される。ユリアとは一目見て愛し合ったが、結ばれることはなくだんだんと恋愛感情は落ち着いていく。ただしそれでも親密な交流を重ねていることは念を入れて描写され、レヴィンにユリアが好きかと聞かれた際には恋愛感情ではないと否定しているものの、とある女性と結ばれた際の恋人会話では「小さいころから好きだった」と言われた彼女が「ユリア様に申し訳ない」と返すほどであった。もっともユリアが双子の兄ユリウスと戦う決意を固められたのは、ユリウスを救うためであることが一番の理由だが、彼女がセリスと絆を深めていたことも理由の一つである。
イザーク王国解放後、苦戦している従弟のリーフを救うためにレンスター王国へ兵を向ける。シャナンと合流し、父の親友エルトシャンの遺児アレスを仲間に加え、リーフを助けると、フリージ公爵にして北トラキア王国国王ブルームを打ち倒してトラキア半島の北部分を解放する。
トラキア半島の南半分を占めるトラキア王国はグランベル帝国の同盟国であり、トラキア王国によるマンスター侵略がきっかけで既に戦端は開かれていたとはいえ、セリスはここで唯一帝国からの解放ではなく他国を侵略する戦いを行った。当初は躊躇いを覚えてレヴィンに叱責されたものの、すぐに「戦いが避けられないのならいかにして意味のある戦いにするかが自分の役目だ」と覚悟を決め、休戦の道を模索することは止めなかったものの、聞き入れなかったアリオーン王子を倒してトラキア王国を制圧した。
帝国の南ミレトス地方へ軍を進めたが、自由都市ペルルークでユリアが誘拐され、セリスは彼女を助け出すことを誓う。ミレトスを解放した先にあるのは父シグルドの祖国シアルフィ公国であり、そこを守るのは父の仇である皇帝アルヴィスだった。父の側近パルマーク司祭から聖剣ティルフィングを受け取ると、セリスは見事アルヴィスを打ち倒す。父の無念を晴らしたと喜ぶセリスの前に両親の霊が現れ、シグルドは人の悲しみを知るように諭すのだった。アルヴィスの事は恨んでいたが、そのこともあってか「運命に押しつぶされた哀れな人」だと考えを改め、手厚く葬るようにヴェルトマー公爵家の後継者に依頼している。
シアルフィを取り戻したセリスはグランベルにある各公国を次々に解放していき、ヴェルトマー城にいたマンフロイを倒すことで妹ユリアの洗脳を解除する。ユリアはナーガの聖書を手にすると、ユリウスの中のロプトウスを追い出すためにバーハラで双子の兄と対峙し、暗黒神はついに倒されるのであった。ユリウスを倒すのがユリアであることに対して、「ユリアは前作におけるファルシオンの位置づけ」「セリスがアルヴィスを倒すのがクライマックスで、終章はつけたし」と語られている。もちろんセリスや他ユニットでユリウスを倒すことは可能であり、セリスで倒した際の専用台詞も用意されている。クリア回数15回のオープニングでユリウスに止めを刺しているのはセリスである。
暗黒神ロプトウス打倒後、セリスは国民の圧倒的支持によりグランベル王国バーハラ王朝の国王として即位する。イード砂漠の神殿にてロプト教団暗躍の背景には苛烈な迫害があったことを知ったセリスは、奇しくもアルヴィスが夢描いたものと同じ「差別や支配のない豊かな世界」の実現を目指し、国の復興と大陸の平和に力を注ぎ、後世の人々には聖王と称えられる治世を敷いた。。
母譲りの中性的な容姿をしているが、「セリスは構想段階から男性であり、そのことが大きな意味を持っている」と断言されている。ユリアも構想から女性であることからエンディングで彼女ではなくセリスが王位を継ぐ布石だという推測は可能だが、全ての設定を決めたディレクターの加賀が退社しているため、『大きな意味』の内情が明かされる日は来ない。
主人公としての特権からか、終章ではリーン・アルテナ・ユリア以外の女性陣6名と恋人会話がある。またクラスチェンジ後は全ユニットの中で唯一「おりる」「のる」コマンドにより下級職と上級職を行き来できる。これは容量の問題で削除された騎馬兵全員が乗り降りできる仕様の名残である。
（トラキア776では）「世界を救うために戦ったが非業の死を遂げた伝説的英雄シグルドの息子が、健気にも父の遺志を継ごうとしている」と吟遊詩人によって名声を高められているが、セリス本人の素質も抜きんでていると語られている。レンスター落城の危殆に瀕していたリーフをアルスター攻略によって救い、リーフと生涯変わらぬ友情を誓った。
オイフェ（Oifey／未登場）
クラス：パラディン　バルド傍系　登場章：序章～第五章、第六章、第七章、第九章、第十章、終章　セリス軍参戦章：第六章～終章
関係者：シグルド（主君）、セリス（主君・傅役として養育）、ノイッシュ・アレク・アーダン（騎士団の先輩）、シャナン（同志）
（前半）名軍師で知られたスサール卿の孫。聖戦士バルドの血を引き、両親死亡後はシグルドに引き取られ弟同様に育ち、12歳からは騎士見習いとしてシグルドに仕えている。757年の序章開始時は14歳。幼いため参戦は許されなかったが、その洞察力と判断力が認められ、シグルドの相談相手として戦場に帯同した。本編では主に来客をシグルドへ取り次ぐ役目で顔を出している。シグルドと共にユングヴィ公国・ヴェルダン王国・アグストリア諸公連合を巡り、汚名を着せられてのシレジア王国への亡命にも付き従った。本人は最後までシグルドの側にいることを望んでいたが、760年にシグルドがグランベル本国へ兵を向けると、シグルドからセリスを守ってイザーク王国へ落ち延びるよう頼まれ、「戦いが終われば必ず迎えに来る」との約束を胸に、イザーク王子シャナンとセリス・スカサハ・ラクチェ・レスター・ラナ・デルムッドといった子供たちと共にイザーク王国へ脱出した。以後はイザーク王国北方の隠れ里ティルナノグにて777年のセリス挙兵まで子供たちを守り育てる。最期までシグルドの側にいることなく心ならずも生き残ってしまったことを非常に辛く思っているが、シグルドに託された使命を果たすため、セリスには己の武術と知識のすべてを教え込み、帝国へ反旗を翻す時を待ち続けた。シャナンが結成しセリスを盟主とする解放軍にて活動を行い、イザーク王ダナンからシャナンと並んで名指しで警戒されるほどその勇名は轟いている。
（後半）レスターとデルムッドを連れて諸国の状況を見て回りイザークへ戻ってきたところ、彼とシャナンが留守だという情報が洩れてティルナノグが襲撃を受けていると知る。急いでセリスと合流し、帝国の援軍が来る前に王都リボーまで攻め上ることを進言する。その後はセリス軍の主力として活躍した。人々が暗黒神ロプトウスの化身は皇帝アルヴィスだと考えている中で違うことに感づいているなど、洞察力の鋭さは健在である。戦後は聖戦士バルド直系のセリスがグランベル国王に即位するため、バルドの血を引く末裔の一人としてシアルフィ公国を継承した。
ノイッシュ（Noish／未登場）
クラス：ソシアルナイト→パラディン　シグルド軍参戦章：序章～第五章　登場章：序章、第五章
シアルフィ聖騎士団グリューンリッターに所属する騎士で、シリーズ恒例の「赤緑騎士」の赤。硬派で真面目すぎる性格で忠義に厚い。アレクとはライバル関係にある。単独でヴェルダンの大軍に立ち向かおうとしたシグルドを諫め、共に出撃した。バーハラの戦いで行方不明になった。
アレク（Alec／未登場）
クラス：ソシアルナイト→パラディン　シグルド軍参戦章：序章～第五章　登場章：序章、第二章、第五章
シアルフィ聖騎士団グリューンリッターに所属する騎士で、シリーズ恒例の「赤緑騎士」の緑。開放的で軽い性格で、仲間になったシルヴィアを軽口がてら口説いている。しかし忠誠心は厚い。バーハラの戦いで行方不明になった。
アーダン（Arden／Arden）
声 - 大川透
クラス：ソードアーマー→ジェネラル　シグルド軍参戦章：序章～第五章　登場章：序章、第二章、第五章
シアルフィ聖騎士団グリューンリッターに所属する重騎士。アレクに「固い、強い、おそい」と評されたが、その守備力をシグルドに買われ、城の守備を任される。性格は少し抜けているものの、忠義に厚く、職務にも忠実で頼りになる。本人は、周囲の「おそい」という評価や出撃の出番が少ないことにやや不満を感じている。バーハラの戦いで行方不明になった。
パルマーク（未設定／未登場）
クラス：ビショップ　中立軍参戦章：第十章
シグルドの側近の司祭だが前半で登場や言及はなく、後半の終盤に登場する。アルヴィスに聖剣ティルフィングを託されセリスに届けたが、アルヴィスの意向によりその名は出さなかった。

#### ヴェルトマー公爵家
グランベル王国に所属する6公爵家の一つ。魔法戦士ファラの血筋で、炎魔法ファラフレイムを継承している。騎士団はファイアマージが中心の炎騎士団ロートリッター。この公爵家の紋章が「ファイアーエムブレム」であり、図案は『TREASURE』に記載されている。領地は北東部で、イード砂漠に面した地域にある。ファラの血族は赤髪・赤目をしていることが多い。
魔法戦士ファラ（Fala／未登場）
炎の聖戦士とも呼ばれる、イヤリングを付けた女性。老人の姿をとった火神サラマンドと契約し炎魔法ファラフレイムを授けられたと考えられる。死後に神格化されてからは火神ファラと呼ばれ崇められている。子孫にヴィクトル、アルヴィス、ヒルダ、アゼル、サイアス、ユリウス、ユリア、アゼルの子、十二魔将ズィーベン、イシュトー・イシュタルがいる。
ヴィクトル（Vivtor／未登場）
ファラ直系　継承：炎魔法ファラフレイム　言及：第二章
関係者：シギュン（妻）、アルヴィス・アゼル（息子）、サイアス・ユリウス・ユリア・アゼルの子（孫）、ほか愛人・私生児多数
故人。ヴェルトマー家の前代当主で、アルヴィスとアゼルの父。容姿と名前は本編では出てこず、初出は『TREASURE』。身分差による周囲の反対を押し切り、心から惹かれた絶世の美女シギュンと結婚。彼女を愛するあまり幽閉に近いような生活を送らせる。しかし妻からの愛情を信じることができず、気を紛らわせるために多数の愛人を置くようになり、女癖が悪いことが宮廷でも広く知れ渡っていた。酒癖も悪く酔った勢いで妻シギュンの下女を妊娠させ、逆切れして追い出そうとしたことがある。ヴィクトルの仕打ちに傷ついたシギュンがクルト王子と恋仲になったことを知ると、裏切りの報復として二人を呪う遺書を残し自害した。彼とシギュンとクルトの行動が大陸に悲劇をもたらす原因となった。
シギュン（Cigyun／未登場）
ガレ（ロプト）傍系　言及：第一章、第二章、第三章
関係者：ヴィクトル（夫）、クルト（恋人）、アルヴィス（息子）、ディアドラ（娘）、サイアス・セリス・ユリウス・ユリア（孫）
故人。ロプト帝国皇帝の弟である聖騎士マイラの子孫で、前ヴェルトマー公爵夫人。ヴェルダンにある精霊の森の隠れ里で、ロプト神の血を引く唯一の人間として人と交わってはならないと言い聞かせられながら守り育てられていた。しかし退屈な村での暮らしに飽きて抜け出した日にヴェルトマー公爵ヴィクトルと運命的な出会いを果たして結婚、アルヴィスを産む。夫にはそれなりに愛情を抱いていたが、冷たく当たられることに傷つき、その悩みを優しく受け止めてくれたクルト王子と深く愛し合うようになった。クルトとの仲を知られたせいで自殺したヴィクトルにやりきれない思いを感じたシギュンは故郷の精霊の村へ戻ると、そこでクルトの子ディアドラを産み落としてそのまま死亡した。マイラの戒めを破り初めて子供を二人産んだことが、大陸に悲劇をもたらす原因となった。
アルヴィス（Alvis／Arvis）
声 - 速水奨
クラス：セイジ（序章、第五章）→エンペラー（第十章）　ファラ直系、ガレ（ロプト）傍系　継承：炎魔法ファラフレイム　中立軍：序章　敵軍：第十章　登場章：第五章　言及：第一章～第四章、第六章、第十章、終章
関係者：ヴィクトル（父）、シギュン（母）、ディアドラ（妻、異父妹）、アゼル（異母弟）、サイアス・ユリウス（息子）、ユリア（娘）、セリス（甥）
ヴェルトマー公爵家当主、グランベル王国近衛軍指揮官。気位の高い性格。母シギュンから聖者マイラの血を受け継ぎ、そのことがロプト教団に知られたために悲劇は始まった。
僅か7歳の時に父ヴィクトルが自殺し母シギュンが失踪すると、いつも冷たい表情のまま顔を崩すことが無くなった。幼くしてヴェルトマー公爵家の当主となった彼だが、クルト王子が陰ながら支えていたことと、アルヴィス自身の才気と胆力により、親族の後見人はいたもののヴェルトマー家当主としての威厳は保っていた。父の死後はその愛人や異母の弟妹たちを臣下に落とすか追放したが、母親シギュンの下女として心優しく尽くしてくれている女性とその子供である生まれたばかりの異母弟アゼルだけは自分の家族として側に残し、親愛の情を抱いて接した。17歳のときにアゼルの母が病死すると、ディアドラが現れるまでアルヴィスは女性を寄せ付けなかった。母を悲しませる父のことは憎んでいたが母のことは心から慕っており、母親を侮辱した貴族と決闘して殺害するという事件を起こしている。
（前半）登場時24，5歳。グランベル国王を守る近衛軍指揮官という立場から、序章以前は政治に関与せず過ごしていた。757年にヴェルダン王国によるグランベル侵略が起こるとそれに立ち向かったシグルドへ国王の名代として銀の剣を渡し、自分に無断でシグルド軍に参加した大事な弟アゼルのことを託すと、王を守るために王都バーハラへ戻った。シグルドがヴェルダンに反攻をしかけた際、暗黒教団の大司教マンフロイは暗黒神ロプトウスを復活させるために必要なシギュンの息子（＝アルヴィス）を見つけたと語り、758年のアグストリア動乱の陰ではグランベル国王を裏切り皇帝に即位することをアルヴィスに了承させた。ロプト教団の存在は強欲なレプトールやランゴバルトですら容認せず、アルヴィスが暗黒神の血族であることが知られれば火あぶりになることは明言されているが、先祖がロプト帝国に協力していたりロプトの血を引くというだけで差別され迫害されている人々がいる世界を、自分が皇帝になることで変えたいと考えたことが一番の動機であった。このことを指して加賀は「今作のテーマの一つは差別に対する問いかけであり、アルヴィスは一方の主人公。彼の弱さが悲惨な末路を招くが、決して悪役ではない」「勧善懲悪ではない。アルヴィス側から見てもひとつの物語ができる」と語っている。ただしマンフロイには「この世界を、差別のない、だれもが住み易いものに変える」と宣言しているものの、ヴェルダンを蛮族と蔑み、皇帝として実権を握っている時期ですら放置していたことから、差別のない世界を目指しつつも自身の持つ差別意識からは逃れられなかったことも窺える。
同758年にクルト王子を暗殺させると、アルヴィスはアズムール王を言いくるめ全ての罪をシアルフィ公爵家へなすりつけた。759年にはヴェルトマー城下で倒れていたディアドラを保護し、最愛の母への思慕も影響してか、一目見て深く愛するようになった。しばらくの交流ののち恋仲となり、公爵家当主の結婚相手としてディアドラを連れてアズムール王に謁見、彼女の額の聖痕によりクルト王子の娘と認めさせる。そして王女ディアドラの婿として、重病を患っているアズムール王の政務すべてを代行するようになっていった。760年にシグルドが弁明のために王都バーハラへの進軍を開始した際、用済みになったレプトールとランゴバルトをシグルドにぶつけ処分し、シアルフィ公爵家の無実が証明されたと欺き王都バーハラへシグルド軍を招き入れ、メティオの雨とファラフレイムにより謀殺した。ただし奇襲で包囲殲滅を計るなど圧倒的有利な状況で戦端を開きながら総大将である彼がシグルドと直接対決をして手傷を負い、多数の兵を再編して「これが最後だ！　全軍、総攻撃をかけよ！！」と号令をかけていること、レヴィンがマンフロイまでたどり着いていること、複数の生存者の存在などから、寡兵でありながらシグルド軍の武力と抵抗が凄まじかったことが見て取れる。
また、シグルドを殺す前に「ディアドラの父クルト王子を殺した男の息子」と偽って妻ディアドラをシグルドの前に連れ出した。これはディアドラと結婚したあとも彼女が自分ではない誰かを見ているような気がし、母と同じく自分を捨てるのではないかと不安に駆られての行動であり、シグルドに失踪した妻がいることを聞いてディアドラではないことを確かめたいがためであった。しかしシグルドと記憶喪失であるディアドラの反応は彼らが深い仲であったことを裏付けるものであり、アルヴィスは部下へ命じてシグルドと話したいと懇願するディアドラを慌てて城へ連れ戻させている。それからディアドラの過去を調べて彼女がシギュンの娘すなわち自分の異父妹であることは知ったものの、妻への愛情は変わらず、ただ彼女がつらい思いをしないようそれらの事実は知られないように努力した。
（後半）バーハラの悲劇でシグルド軍を壊滅させると、グランベル王国の全権を手に入れたアルヴィスはシレジア・レンスターを滅ぼして（同盟国トラキア以外の）大陸を統一し、国民の圧倒的支持によりグランベル帝国初代皇帝として即位した。当初は絶対的な法治主義をもって世界に君臨し、「少々窮屈だが平和で穏やかな時間」と評される治世を敷いていた。妻ディアドラとの間にユリウスとユリアという双子の子供も生まれた。しかしバーハラの戦いから11年後、息子ユリウスが両親のガレ（ロプト）傍系の血が重なった結果としてロプト直系、すなわち暗黒神ロプトウスとして覚醒。妻ディアドラはユリウスによって殺され、娘のユリアは行方不明となった。アルヴィスはユリウスを追放しようとしたが叶わず、徹底的に心を折られ実権をユリウスとロプト教団に奪われてしまう。グランベル本国では圧政に苦しみ、属国の人々は奴隷のような生活を強いられ、ロプトウスのための生贄の儀式も復活し、子供狩りも行われるようになっていった。アルヴィスは最低でも生贄と子供狩りは許そうとはしなかったが、ユリウスの力の前に屈している。が、バーハラへ送られた子供たちを側近に命じて保護し、光魔法ナーガの聖書をバーハラ王宮から持ち出してヴェルトマー城に隠すなど、その中でもできうる限りの対策は取っていた。マンフロイとユリウスも、いずれアルヴィスは聖戦士ファラの気質によりユリウスと敵対したであろうと予想している。
シグルドとディアドラの息子セリスが777年に蜂起し、イザーク・イード砂漠・トラキア半島を次々に帝国の支配から解放しグランベル本国へ迫った。アルヴィスは息子ユリウスからシアルフィ城の守備を命じられる。そこに集められていた子供たちを聖剣ティルフィングとともにシグルドの側近パルマークに託し、城から逃がす。解放軍から誘拐されてきた娘ユリアと7年ぶりに再会し彼女も逃がそうとするが、自らへの人質としてマンフロイに連れ去られる。その間際に娘へディアドラの形見のサークレットを託し、それが今生の別れとなった。最期はセリス軍と戦い、妻と娘の名を口にして事切れた。セリスは彼を「運命に押しつぶされた哀れな人」と評している。のちに、ヴェルトマー公爵家を継いだアゼルの子によって手厚く葬られた。
トラキア776ではサイアスという息子が登場するが、2023年現在で判明している聖戦の系譜の資料ではアルヴィスはディアドラ一筋であり周囲に女性を寄せ付けなかったと明言されているため、トラキア776での後付け設定の可能性が非常に高い。サイアスはグラン歴776年で27歳であり、アルヴィス15～16歳のときの子供と予想される。サイアスの母アイーダはアルヴィスの側近だが、アルヴィスと結婚しなかった後も父ともども彼に忠実に仕えているなど、この親子周辺では明かされていない設定が多い。
アゼル（Azel／Azel）
声 - 石田彰
クラス：マージ→マージナイト　ファラ傍系　シグルド軍参戦章：序章～第五章　登場章：序章、第一章、第四章、第五章
関係者：ヴィクトル（父）、アルヴィス（兄）、レックス（親友）、ティルテュ（幼馴染）、サイアス・ユリウス（甥）、ユリア（姪）
アルヴィスの異母弟であるヴェルトマー公子。レックスとは親友で、ティルテュとは幼馴染。
シギュンの下女であった母が、酒に酔った父ヴィクトルに手籠めにされたことで誕生した。兄アルヴィスとの年齢差は7才。父が自害したときに生まれたばかりであり、シギュンが失踪後に出産したディアドラより少し～数か月早く生まれている。父の没後に兄アルヴィスが愛人や異母弟妹を臣下に落とすか追放した際、シギュンとアルヴィスに尽くしていたアゼルの母には冷酷になれず、彼女とアゼルだけは身分を保証された。10才で母は病死するが、その後はアルヴィスを唯一の家族として兄とも父とも慕いながら成長する。兄のことは尊敬しており間違いなく心からの愛情を抱いているのだが、同時にその完璧に近い出来の良さに息苦しさと恐れも抱いており、そのことがアルヴィスから離れてシグルド軍に参加する理由のひとつとなった。
ヴェルダン王国にユングヴィ公国が侵略されたという報せを受け、寡兵で立ち向かうシグルドへの助力と、子供のころから片思いしているエーディン救出のために、親友レックスと共に参戦する。兄アルヴィスには王都バーハラにいるようきつく言われていたが無断でシグルド軍に参加し、弟に甘いアルヴィスは本人には何も言わずに容認した。ヴェルダンとの戦いが終わればアルヴィスのもとに戻るようシグルドが説得するという話だったが、結局アゼルは自分の意志で最後までシグルド軍にとどまり、バーハラの戦いで行方不明になった。
彼の子供がヴェルトマー公爵家を継承し、アルヴィスの所業で地に落ちた名誉を回復するために尽力することとなる。表題「ファイアーエムブレム」について言及があるのはこの時のみであり、アゼルに子供がおらずヴェルトマー公国がセリスの統治下に入った場合は触れられない。
アイーダ（未設定／未登場）
クラス：マージファイター　敵軍→中立軍：第五章
アルヴィスの右腕とも呼ばれる腹心の女将軍。760年にシグルド軍がグランベルへ向かい進軍した際、ヴェルトマー城を守備していた。フリージ公爵レプトールと協力してシグルド軍を攻撃する予定だったが、アルヴィスから事前に命令されていた通り、レプトールを裏切ってフリージ軍を攻撃する。その後はシグルドの無実が証明されたと欺き、アルヴィスが待ち構えている王都バーハラへシグルド軍をいざなった。
（トラキア776において）26軍団の司令官コーエン伯爵の娘で、サイアスの母。「ヴェルトマーの魔女」として恐れられていたが、バーハラの戦いから数年のうちに、ファラの聖痕が現れた息子サイアスを守ろうとしてマンフロイに殺された。

#### フリージ家
グランベル王国6公爵家の一つ。魔法騎士トードの血筋で、雷魔法トールハンマーを継承。騎士団はバロンが中心のゲルプリッター。セリス編時代は旧レンスターを中心とする北トラキア王国の領主となっている。領地は北西部でバーハラからは西方。
以下に挙げる他に登場する人物では、ティルテュの妹エスニャ、その息子アミッド、娘リンダ、十二魔将ゼクスもトードの血統を継いでいる。
レプトール
フリージ家当主で、王国の宰相。バロン。
クルトのバイロンやリングに対する信任の厚さが自分の地位を脅かすと感じ、ランゴバルトと共謀、反王子勢力を結成。後にアルヴィスと共謀してクルトを殺害するが、アルヴィスに裏切られ、シグルド軍との戦闘で最期を迎える。
ティルテュ(Tailtiu)
声 - 桑島法子
レプトールの娘で、サンダーマージ。明るい性格で皆から好かれている。
エッダの神父クロードを慕っており、彼を護衛するためにブラギの塔へと向かう。アゼルとは幼馴染み。反逆者となったクロードについてシレジアまで同行し、父親と敵対する。バーハラの悲劇後も生き延びたが、落ち延びたシレジアでブルームによって娘と共に連れ戻され、ヒルダに苛め殺されたという。
ブルーム
レプトールの長男で、ティルテュとエスニャの兄。バロン。父親より小粒で感情に任せて動く傾向があるが、その分悪辣ではなく、騎士道を重んじる人物。ダナンとは違い、子ども狩りにも消極姿勢を取っている。
フリージ家の占領下である北トラキア王国の国王として、リーフ率いる解放軍の討伐に当たる。姪のティニーに対してはよく世話をしていたようだったが、育ての親である自分への恩返しを口実に解放軍討伐を強いる。アーサー曰く、元々は善人だったが、ヒルダの影響で残忍な性格となった。
セリス軍による挟撃を許してコノートに退却後、イシュタルにトールハンマーを渡して解放軍を迎え撃つも、解放軍の勢いを止められず討ち取られた。
ヒルダ
声 - 三瓶由布子
アルヴィスと遠縁に当たるヴェルトマー家の貴族。クィーン。
フリージ家のブルームに嫁ぎ、イシュトーとイシュタルを産む。残忍な性格で、夫の妹であるティルテュを苛めて死に追いやり、生きたまま子供を火の中に放り込む非道も平然と行う。
解放軍がペルルークを制圧した時点ではミレトス地方で子供狩りの指揮を行っていた。解放軍に敗北後、本国に退却し、改めて迎え撃つが討ち取られた。
イシュタル(Ishtar)
声 - 門脇舞以
ブルームの長女。セイジ。トールハンマーの継承者で、先天的に抜きん出た魔力から「雷神」の異名を持つ。
親の政略目的でユリウスに近づけられるが、彼女自身は周囲の思惑に関係なく彼に好意を抱いており、ユリウスのロプトウスとしての残虐な悪政に心を痛めていた。心優しい女性で、処刑される子供をこっそり匿い、ティニー（リンダ）に対しても思いやりのある態度で接していた。理性とユリウスへの愛情に苦悩し悪行を止めることも裏切ることもできず、ヒルダが討たれた後、死に場所を求めるように自分の配下であるヴァイスリッターを率いて出撃する。
イシュトー
ブルームの息子で、イシュタルの兄。マージファイター。
兄妹とも両親に似ず優しい性格で、戦いに疑問を持ち、また従妹のティニー（リンダ）にも優しかった。将軍のライザと恋仲で、共にメルゲン城を守備する。
ライザ
イシュトーの最も信頼する部下であり、また恋人でもある将軍。部隊を率いてセリス達を迎え撃つ。
アーサー（Arthur／Arthur）
声 - 土田玲央
ティルテュに恋人がいる場合に登場する息子。飄々とした性格だが、根は真面目。
かつてはシレジアにいたが、生き別れの妹（ティニー）に会いに行くためにフィーに頼んで天馬に乗せてもらっていた途中のイザークで解放軍に出会い、加勢する。
ティニー（Teeny／Tine）
声 - 石川由依
ティルテュに恋人がいる場合に登場する娘で、アーサーの妹。
バーハラの戦いの後ティルテュと共に連れ去られ、ブルームに育てられた。後にマンスター防衛のため出撃するも、解放軍に所属していた兄アーサーの説得により解放軍に加入する。母親と比べるとおとなしい性格だが、母親の仇であるヒルダを前にすると感情的になる。
ブラムセル
セリス編時代のダーナ城主。金で地位を買ったと評判の悪い男。
ジャバローの傭兵隊を雇って解放軍に備える一方、踊り子のリーンに執着して手に入れようと画策する。

#### エッダ公爵家
グランベル王国に所属する6公爵家の一つ。大司祭ブラギの血筋で聖杖バルキリーを継承している。騎士団を持たず、エッダ教団の本拠地が置かれ、ブラギの子孫は代々高位の聖職者として大陸全土の人々から崇拝されている。特に言及される規模の孤児院・修道院が存在していることがエンディングの会話でわかる。領地は王国南東部に位置している。
大司祭ブラギ（Blagi／未登場）
十二聖戦士の一人で、ダーナ砦の奇跡により竜の血と聖杖バルキリーを授かったロプト教団マイラ派の聖職者。竜族の力を得てからは「運命と生命を司る者」として尊ばれ聖戦に多大な貢献をし、死後にはエッダ教十二使徒の1人「運命と生命を司る神」として神格化され崇められている。幼くして生贄になるところをマイラ派の神官に助けられアグストリア北方の離れ小島で育てられたが、その隠れ里がロプト帝国により破壊されていたことを帝国崩壊後に知り、「荒廃した世界を救いロプト教団の後遺症から人々を解放する」ため自然崇拝（多神教）を基本とした土着宗教を復活し、故郷エッダを本拠地とするエッダ教団を作り上げた。隠れ里の跡地に「育て親の神父たちを弔うため」と「ロプト教団や帝国にもその身を犠牲にして人々を救った人々が存在したことを記録し、教団や帝国の子孫を差別し迫害してはならないと戒めるため」にブラギの塔を建設した。塔は彼の遺骨が安置されてからは多くの巡礼者が訪れる聖地となったが、彼が塔内部の祭壇石碑に残した戒めは何者かに破壊され、いつしか忘れ去られることとなった。子孫にクロード、シルヴィア、クロードの息子、クロードの娘、リーン、コープルがいる。
クロード（Claud／未登場）
クラス：ハイプリースト　ブラギ直系　継承：聖杖バルキリー　シグルド軍参戦章：第三章～第五章　登場章：第三章～第五章　言及：序章、終章
関係者：シルヴィア（妹？）、ティルテュ（兄のように慕われている）
エッダ公爵家当主にしてエッダ教団の聖職者。シグルド軍の中では唯一シグルドよりも明確に身分が上であり、彼から敬語を使われている。穏やかな性格で、俗世に疎い一面もある。
本編開始前は王子派と反王子派で政治的に分断されたグランベル王国の状況に不安を覚えていた。第三章ではクルト王子がイザーク遠征の帰路で暗殺されその嫌疑がバイロンに掛かっているという情報を携えてアグストリア駐留中のシグルドのもとを訪れた。ブラギの塔で彼が祈れば真実が明らかになることから、護衛と称し付いてきたティルテュを連れてかの地へ向かう。ブラギの塔ではエッダ公国から失われていた神器バルキリーの杖を見つけ、クルト王子暗殺の黒幕がレプトール公爵だということも祈りによって判明するも、邪悪な意識の妨害により真の黒幕は暗黒教団が絡んでいるということまでしかわからなかった。急ぎ国へ戻りグランベル王アズムールに真実を奏上しようとするも、レプトールとランゴバルト（とアルヴィス）に先手を打たれ、反逆者として国を追われることとなった。シレジア亡命後に「すでに運命の扉は開かれた。もはや私たちにはどうすることもできない」と述べているが、ブラギの塔で「シグルド軍はバーハラの戦いで壊滅する」啓示を受けていたことがとある条件を満たせば判明する。それを承知で最後まで見届けることが自らのつとめだと語り、最期はバーハラの戦いで行方不明になった。
彼の子供がエッダ公爵家を復興するが、子供がいない場合エッダ公国はバーハラ王家に併合される。
トラキア776では、エッダ教団の司祭スルーフが死んだはずのクロードの声をブラギの塔で聞いている。
（シルヴィアとの関係について）行方不明の妹がいること・シルヴィアがブラギの血を引いていることがステータス画面の神々の系譜からわかることから、彼女がクロードの生き別れの妹ではないかという質問が複数回ディレクターの加賀へと寄せられ、彼は「兄妹ではないつもり。唯一の近親婚は否定的に描いているディアドラとアルヴィス」「この世界でも近親婚はモラルとして問題あるし、プレイヤーもそうでしょう。だからこの2人は結婚する場合は「兄妹ではない」、別の人とくっつく場合は「兄妹かもしれない」という意識でプレイしてほしい」「職業、人間性、物の考え方などが対照的な2人が恋人同士になる。それがたとえば生き別れの兄妹だった場合に彼らがどうするのか。それを想像させる問題提起のひとつ」などと回答している。
シルヴィア(Sylvia／Silvia)
声 - ゆかな
クラス：ダンサー　ブラギ傍系　シグルド軍参戦章：第二章～第五章　登場章：第二章、第四章、第五章　言及：第九章、第十章
関係者：レヴィン（恋の相手）、フュリー（恋のライバル）、クロード（兄？　シレジアでの会話で慕うようになる）、リーン（娘）、コープル（息子）
ブラギの血を引く無邪気な旅の踊り子。血統や会話イベントにより、クロードの生き別れの妹である可能性が示唆されている。
孤児であり小さいころに拾われた親方に踊りを仕込まれたが、頻繁に鞭で打たれる生活に嫌気がさし、（シレジア滞在時期の一年前であることからおそらく第二章開始直前に）逃げ出した。
アグストリア連合王国の中央にある森の開拓村で、吟遊詩人として放浪していたレヴィンと出会い、二・三回食事を共にする。その際に「かわいい」と言われたことからレヴィンに懐き、アンフォニー王マクベスの命令により村が盗賊に襲われた際、迎撃に出たレヴィンに同行する。レヴィンがシグルドに協力することを決めたことにより、彼女もシグルド軍に参加した。第五章終了時には「バーハラの戦いで生死不明」と出るが、恋人によっては「軍をぬける」「城に戻る」よう勧められており、娘リーンが2歳のときにダーナの街の修道院へ彼女を預けていることから（子供がいる場合は）バーハラの戦いを生き延びたことが判明している。
登場時はレヴィン・シグルドから口々に「子供みたいな性格」だと言われたが、第五章では恋人相手に成長した面を見せた。これを加賀は「登場時はコギャルみたいなタイプだが、環境によって変わっていった」と述べている。
開発段階のイラストではしっとりとした美人だったが、最終的にはダンサーのイメージイラストで描かれた少女が元になった容姿へと大幅に変更された。
リーン(Leen／Lene)
声 - 高橋美佳子
クラス：ダンサー　ブラギ傍系　セリス軍参戦章：第七章～終章　登場章：第七章、第九章、第十章　言及：第五章
関係者：アレス（親しい相手）、シルヴィア（母）、コープル（弟）
シルヴィアの娘。2才の頃に踊り子らしき若い女性にダーナの街の修道院へ預けられ、母との再会を祈って自らも踊り子になった。気は強いもののしっかりした性格で、親しく交流している傭兵アレスが親の仇と教わったシグルドの息子セリスへの恨みを吐露した際はそれを道理でたしなめている。
ダーナ城主ブラムセルの前で踊りを披露するほどの腕前だが、その踊りのすばらしさと美貌により目を付けられたところをアレスによって助けられた。しかし彼が出陣しダーナを留守にすると、城主は彼女をとらえ牢に監禁する。解放軍によって助け出されたリーンは、アレスと共に行くことを決意するのだった。
弟であるコープルとは交流はあるものの、姉弟であることは判明しないままである。また父親が国を継ぐ立場でない・恋人がいない場合の戦後はアグストリア王国へ赴く。
シルヴィアに恋人がいない場合は、代替キャラクターとしてレイリアが登場する。
コープル（Corpul／未登場）
クラス：プリースト→ハイプリースト　ブラギ傍系　セリス軍参戦章：第九章～終章　登場章：第九章、第十章
関係者：ハンニバル（養父）、アルテナ（姉のように慕っている）、シルヴィア（母）、リーン（姉）
シルヴィアに恋人がいる場合に登場する息子で、リーンの弟。
幼いころにダーナの街でハンニバルによって拾われ、トラキア王国で愛情を注がれながら育てられた。解放軍とトラキア王国との戦争時に、休戦派のハンニバルへの人質としてルテキア城に幽閉される。解放軍によってルテキアが制圧されると、民と忠義の板挟みになりながら戦うハンニバルを説得し、養父と共に解放軍に加わった。実父が国を継ぐ立場でない場合、新トラキア王国へと帰国する。
トラキア776では7～13才まで子供が対象の「子供狩り」にあった子供の一人として登場した。このことと容姿などから、子供たちの中では最年少を想定されている可能性が高い。
シルヴィアに恋人がいない場合は、代替キャラクターとしてシャルローが登場する。

### ユングヴィ公爵家
グランベル王国6公爵家の一つ。弓使いウルの血筋で聖弓イチイバルを継承している。騎士団は弓騎兵を中心とするバイゲリッター。領地は南西部に位置しており、当主と騎士団主力がイザーク遠征で留守にしている隙に隣接する同盟国ヴェルダンに侵攻されたところから物語が開始する。
弓使いウル（Ulir／Ullr）
声 - 桑島法子
十二聖戦士の一人で、ダーナ砦の奇跡により竜の血と聖弓イチイバルを授かった女性。聖戦士ウリルと呼称されることもある。死後に神格化され弓神ウルと呼ばれ崇められている。子孫にリング、ブリギッド、エーディン、アンドレイ、ファバル、パティ、レスター、ラナ、スコピオがいる。
リング（Ring／未登場）
おそらくウル直系だが明言されず　言及：序章、第三章、第四章、第五章
関係者：ブリギッド（娘）、エーディン（娘）、アンドレイ（息子）、ファバル・パティ・レスター・ラナ・スコピオ（孫）
ユングヴィ公爵家当主。シアルフィ公爵バイロンと共にクルト王子の統治を補佐している。行方不明の長女ブリギッドを手を尽くして探していたが、再会はかなわなかった。息子アンドレイとは折り合いが悪く、クルト王子暗殺の際に息子の手に掛かって殺された。
ブリギッド(Briggid／Brigid)
声 - 岡村明美
クラス：スナイパー　ウル直系　継承：聖弓イチイバル　シグルド軍参戦章：第三章～第五章　登場章：第三章、第五章　言及：序章、第一章、第七章、第九章、終章、エンディング
関係者：リング（父）、オーガヒルの義賊（育ての親）、エーディン（双子の妹）、アンドレイ（異母弟）、ファバル（息子）、パティ（娘）、レスター・スコピオ（甥）、ラナ（姪）
リングの長子であり、ウル直系の聖痕が発現した。幼少のころから活発だった。五才の時に親子揃ってのブラギの塔への巡礼のための船旅で嵐により難破の危機に陥った際、船内に遊びに出ていた彼女は見つからずに避難に間に合わなかった。彼女以外が避難したあとに船はオーガヒルの海賊に拿捕され、船底の倉庫で1人泣いていた彼女は頭目に保護され娘として育てられることとなる。その結果、ユングヴィ公女としての記憶は薄れていった。
（前半）ミデェールや朴念仁のフィンからすらもその美貌を言及される女神と見まがうほどの美女。オーガヒルの海賊である父親（義父）の跡目を継ぎ、父以上の義賊として力を持たない人々を守ってきた。しかし付近の村々の略奪を目論んだ配下のドバール・ピサ―ルらは彼女が先代頭目の血を引いていないことを理由として離反、ブリギッドはかつての仲間から追われる身となってしまう。そこをシグルド軍に助けられ、シグルドの勧誘により加入した。そこで再会した双子の妹エーディンから聖弓イチイバルを渡され、ユングヴィ公女としての記憶を取り戻す。この時は父リングや弟アンドレイの話を妹と嬉しそうに語らっていたが、のちに父を弟が殺めたことを知り、弟に罪を重ねさせないために自ら殺すことを決意した。バーハラの戦いまで同行し、そこで行方不明になった。
（トラキア776では）主人公リーフを匿っていたフィオナ村の領主エーヴェルであることが強く示唆されている。夫や子供がいたかどうかすら覚えていない記憶喪失であり、聖痕も失っている。竜族との契約『ゲッシュ』の消滅により聖戦終結から7年後に記憶を取り戻し、子供たちと再会した。
エーディン（Adean／Edain）
声 - 石村知子
クラス：プリースト→ハイプリースト　ウル傍系　シグルド軍参戦章：第一章～第五章　登場章：序章、第一章、第三章、第四章、第五章　言及：序章、第六章、終章、エンディング
関係者：リング（父）、ブリギッド（双子の姉）、アンドレイ（異母弟）、レスター（息子）、ラナ（娘）、ファバル・スコピオ（甥）、パティ（姪）、シグルド（幼馴染）
リングの第二子であり、ブリギッドの双子の妹。五才の時に姉ブリギッドが行方不明となり、姉が戻ってくるよう祈るためにシスターとなった。気品ある美貌と優しさからアゼル・ミデェール・ジャムカなど多くの人たちから思いを寄せられるが、本人は姉を捜すという目的もあって恋に現を抜かすタイプではない。幼馴染のシグルドへは尊敬の交ざった友情を抱いており、彼の妹エスリンとも親交がある。上品で大人しいが、か弱くはない。
父と弟が騎士団の主力と共にイザーク遠征へ向かった際、数少ない家臣と共にその留守をまもっていた。隣接するヴェルダン王国の王子ガンドルフによってユングヴィ公国が攻められると、その美貌によって戦利品としてヴェルダン王国のマーファ城へと連れ去られた。しかしガンドルフの妻にされる前にヴェルダン王国王子ジャムカの手でデューと共に逃がされ、シグルド軍によって救出される。シグルドからは国に戻るよう勧められるも、傷ついた人々を癒し何より姉ブリギッドを捜すためにシグルド軍に残った。ヴェルダン王国・アグストリア諸公連合と従軍を続け、とうとうアグストリア北部にあるオーガヒルの地にて姉ブリギッドと再会する。しかし直後に弟アンドレイによって逆賊シグルドに加担したと汚名を着せられた。その後もシグルドに同行し、恋人によってはバーハラの戦いの時に（妊娠中にも関わらず）若い兵士たちをレスキューの杖で助けたことが示唆されている。シグルド軍壊滅後はイザーク王国へ落ち延び、セリス軍決起の時点ではティルナノグの修道院で働いている。シグルド軍の女性陣の中で後半開始時点で生存が確定しているのはエーディンのみである。
アンドレイ（Andorey／未登場）
クラス：ボウナイト　ウル傍系　登場章：第四章、第五章　言及：序章、終章
関係者：リング（父）、ブリギッド・エーディン（異母姉）、スコピオ（息子）、ファバル・レスター（甥）、パティ・ラナ（姪）
リングの長男で、ブリギッド・エーディンの異母弟。幼いころは臆病だったが、長じては野心家として酷薄な面が目立ち、父リングとの親子仲も冷えていた。クルト王子のイザーク遠征に父と共に従軍したが、レプトール・ランゴバルトの陰謀に加担して父リングを殺害し、姉エーディンにも逆賊の汚名を着せて自らがユングヴィ家当主となった。父を殺してまったく悪びれない様子から、強欲なランゴバルトにすら陰で呆れられエーディンからは哀れまれた。
ミデェール(Midayle／Midir)
声 - 優希比呂
クラス：アーチナイト→ボウナイト　シグルド軍参戦章：序章～第五章　登場章：序章、第一章、第三章、第四章、第五章
ユングヴィ弓騎士団バイゲリッターに所属する若き弓騎士で、他家の公子であるシグルドにも顔と名前を知られており、序章ではエーディンの側近のような立ち位置で彼女を守っていた。エーディンに思いを寄せているが、ブリギッドに対してエーディンより美しいと見惚れることもある。
ユングヴィ公国がヴェルダン王国に侵攻されたとき、ガンドルフ王子の攻撃によって倒れる。幸い止めは刺されなかったため、シグルド軍がユングヴィ城を取り戻した際に発見されエーディン救出のために加入した。ユングヴィ城とエーディン救出に対するシグルドへの恩を忘れず戦い続け、最後はバーハラの戦いで行方不明となった。
ファバル（Faval／Febail）
声 - 榎木淳弥
クラス：ボウファイター→スナイパー　ウル直系　継承：聖弓イチイバル　セリス軍参戦章：第八章～終章　登場章：第八章～終章
関係者：リング（祖父）、ブリギッド（母）、エーディン（叔母）、アンドレイ（叔父）、パティ（妹）、レスター・スコピオ（従兄弟）、ラナ（従姉妹）
ブリギッドの息子でパティの兄、聖弓イチイバルの継承者。幼いころは孤児として妹と共にみじめに暮らしていたが、傭兵となってからは同じ境遇の子供たちの世話をしており彼等からは（若年ながらも）父のように慕われている。
北トラキア王国のブルーム王に雇われてセリスたちの前に立ちはだかった傭兵だが、セリス軍にいた妹パティに叱られて彼も平和のために加入する。レヴィンからは母ブリギッドの話を聞き、「綺麗で優しい人ということを少しだけ覚えている」と妹パティに語った。戦争が終わったら両親を捜そうと妹と話し合ったが、終戦後は実父が国の継承者である場合はその国の、そうでない場合はユングヴィ公国の統治者となる。
ブリギッドに子供がいない場合は、代替キャラクターとしてアサエロが登場する。
パティ（Patty／Patty）
声 - 井口裕香
クラス：シーフ→シーフファイター　ウル傍系　セリス軍参戦章：第七章～終章　登場章：第七章～終章
関係者：リング（祖父）、ブリギッド（母）、エーディン（叔母）、アンドレイ（叔父）、ファバル（兄）、レスター・スコピオ（従兄弟）、ラナ（従姉妹）、シャナン（憧れの人）
ブリギッドの娘でファバルの妹。盗賊をしている料理上手で明るい性格の少女。イード砂漠にあるロプト教団の神殿でイザーク王国の神器である神剣バルムンクなどの宝物を盗み出したが、家宝を取り戻しに来たシャナン王子と鉢合わせ、彼の噂を聞いて憧れていたことからバルムンクを渡してそのまま解放軍までついて行った。セリスとの初対面では『シャナンの恋人』を自称するなど振る舞いは軽薄に見えるが、彼女の基本的な行動原理は親を失った子供たちを養うためである。孤児たちの親は帝国軍に殺されていることからグランベル帝国を嫌っており、ブルーム王に雇われた兄ファバルを𠮟咤して解放軍に寝返らせた。レヴィンからブリギッドの話を聞き、母のことを誇りに思っている。終戦後は父親が国の継承者である場合は母の祖国ユングヴィ公国を継承し、そうでなければ恋人の国に行くか、独身の場合はユングヴィ公国へ赴く。
ブリギッドに子供がいない場合は、代替キャラクターとしてデイジーが登場する。
レスター（Lester／未登場）
クラス：アーチナイト→ボウナイト　ウル傍系　セリス軍参戦章：第六章～終章　登場章：第六章、第十章、終章
関係者：リング（祖父）、エーディン（母）、ブリギッド（伯母）、アンドレイ（叔父）、ラナ（妹）、ファバル・スコピオ（従兄弟）、パティ（従姉妹）、セリス・スカサハ・ラクチェ・デルムッド（幼馴染）、オイフェ・シャナン（育ての父・兄）
エーディンの息子でラナの兄。幼少時にシャナンやオイフェに連れられてイザーク王国の辺境ティルナノグで匿われ、そこで妹やセリス・スカサハ・ラクチェ・デルムッドらと共に二人やエーディンによって育てられた。解放軍決起時にはオイフェとデルムッドと共に諸国の視察に出ていてティルナノグには不在だったが、すぐにセリスや妹たちと合流している。母譲りの優しい性格と強い正義感を持っているが、故郷ティルナノグの襲撃に対しても冷静な態度を崩さなかった。ただし従妹パティを気にしてからかうなど、恋愛面では年相応の表情を見せる。
エーディンに子供がいない場合は、代替キャラクターとしてディムナが登場する。
ラナ（Lana／Lana）
声 - 田村奈央
クラス：プリースト→ハイプリースト　ウル傍系　セリス軍参戦章：第六章～終章　登場章：第六章、第七章、第十章、終章
関係者：リング（祖父）、エーディン（母）、ブリギッド（伯母）、アンドレイ（叔父）、レスター（兄）、ファバル・スコピオ（従兄弟）、パティ（従姉妹）、セリス・スカサハ・ラクチェ・デルムッド（幼馴染）、オイフェ・シャナン（育ての父・兄）、ユリア（友人）
エーディンの娘でレスターの妹。セリスにひそかに思いを寄せ、支え続けている。幼少時にシャナンやオイフェに連れられてイザーク王国の辺境ティルナノグで匿われ、そこで兄やセリス・スカサハ・ラクチェ・デルムッドらと共に二人やエーディンによって育てられた。隠れ里の情報が帝国に漏洩したときにはセリス・スカサハ・ラクチェと共に留守をまもっていたが、戦うことを決めた幼馴染たちがシスターである彼女を町に残して打って出ようとしたところに「わたしにはわたしの、戦い方があります！」と毅然と主張し同行を認めさせた。慈愛に満ちた優しい性格で、記憶喪失のユリアにも友情をもって暖かく接している。
エーディンに子供がいない場合は、代替キャラクターとしてマナが登場する。
スコピオ（Scopio／未登場）
クラス：マスターナイト　ウル傍系　登場章：終章　言及：第五章
関係者：リング（祖父）、ブリギッド・エーティン（伯母）、アンドレイ（父）、ファバル・レスター（従兄弟）、パティ・ラナ（従姉妹）
アンドレイの息子。親世代でアルヴィスに与したレプトール・ランゴバルト・アンドレイの子供らのうち、彼だけは王となったという描写はなく最後の戦いではユングヴィ城にいた。フリージのヒルダと共に解放軍に挟撃を仕掛けたが、解放軍の前に敗死する。

#### ドズル家
グランベル王国6公爵家の一つ。斧戦士（斧使い）ネールの血筋で、聖斧スワンチカを継承。騎士団はグラオリッター。領地は中央部で、シアルフィの北方。
以下に挙げる他に登場する人物では、レックスの子供（恋人がいる場合）もネールの血統を継いでいる。
ランゴバルト
強欲なドズル家の当主。スワンチカの継承者。バロン。
レプトールと共謀し、クルトを殺害。また、遠征軍を壊滅させ、バイロンを瀕死に追い込んだ。これらの所業はドズル家3代にわたってシアルフィ家と争う最大の要因となり、レヴィンから酷評されることになる。その荒っぽくあくどい性格は長男に受け継がれている。
リューベックからバイロンを追撃しようとしたところでシグルド軍の迎撃を受け、戦死した。
ダナン
ランゴバルトの長男。バロン。
父の死後ドズル家を継承し、その占領下に置いたイザーク地方で酒池肉林の限りを尽くす。スワンチカの継承者だが、登場前に長男のブリアンに譲っている。息子のヨハン・ヨハルヴァとは戦闘会話イベントがある。
解放軍を捜索していたが、アジトを発見した矢先でそれを知った解放軍に挙兵されてしまい討ち取られた。
レックス(Lex)
声 - 浪川大輔
ランゴバルトの次男。寡黙で口は悪いが善良な性格。
アゼルの親友で、アゼルを守るためにシグルド軍に参加し、父と袂を分かつ。アルヴィスには世話になっていた。
ブリアン
ダナンの長男。マスターナイト。父からスワンチカを譲り受け、本国で待機している。
弟が加わったセリス軍を斧騎士団グラオリッターを率いて迎え撃つ。弟と戦闘になると会話イベントがある。祖父の代からの因縁と家を守る使命からセリスに戦いを挑むが、撃破時の台詞より、彼も現在のグランベル帝国のあり方には疑問を持っていた節が窺える。
ヨハン、ヨハルヴァ
ダナンの次男、三男。ヨハンはイザーク城に駐留し騎兵部隊を指揮、ヨハルヴァはソファラ城に駐留し歩兵部隊を指揮する。ヨハンは物腰は紳士的だが詩的な言い回しを好み、倒錯的な面もある。ヨハルヴァは物腰は粗暴だが、さっぱりとした性格をしている。
ともにラクチェ（ラドネイ）が好きで、それも関係しているのかは不明だが、性格の不一致から兄弟仲は最悪で、どちらか一方しか仲間に出来ない。しかし、父の非道なやり方を嫌っており、子供狩りなどグランベル本国からの圧政の要求は頑として突っぱねている点では一致していた。そのためグランベル支配下の諸国の中で、彼らの支配エリアは比較的平穏を保っていたと言われる。

### アグストリア諸公連合
ユグドラル大陸西方の騎士の国。アグスティ王家を盟主に、5つの諸公がそれぞれの国家を持っている。北にはロプト教団マイラ派の隠れ里跡地へ建立されたエッダ教団の聖地ブラギの塔がそびえる。

#### アグスティ王国
アグストリア諸国の盟主。血統的には黒騎士ヘズルの子孫となるが、血を継ぐ多くの子供達の中でノディオンに嫁がせた末娘に聖痕が現れ、以降はノディオン王家がアグスティ王家に深い忠誠を誓うことを条件として魔剣ミストルティンと聖戦士としてのヘズルの直系は譲渡された。
イムカ
アグストリアを統治する国王。
賢王とよばれていたが、グランベルとの同盟に反対していた嫡子シャガールに暗殺され、王位を奪われる。作中では登場しない。
シャガール
聡明だった先代の父に似ない暴君。
ユグドラル大陸の統一という野心に付け込んだマンフロイに扇動され、父王イムカを暗殺し王位を奪取。その後、グランベル侵攻の挙兵に異を唱えて思い留まるように諌めた忠臣エルトシャンを幽閉する。
シグルド軍に敗れ、エルトシャンの調停により助命されマディノへ遷都するが、自分の過ちを省みず、シグルド軍に再び反旗を翻す。その際、トラキアの竜騎士を傭兵として雇ったものの、トラキア王トラバントに見限られ、シグルド軍に討たれる。後の皇帝アルヴィスの雛形として利用された人物。

#### ノディオン王国
アグストリア諸公連合の一つであるノディオン王家は、聖戦士の血を引きながらもアグスティ王家に忠誠を捧げた黒騎士ヘズルの血筋。魔剣ミストルティンを継承。騎士団はクロスナイツ。
エルトシャン(Eldigan)
声 - 間島淳司
ノディオン国王で、アグストリア諸侯の1人。「獅子王」の異名に恥じない実力と器量を兼ね備えた英傑。シグルド、キュアンとは士官学校時代からの親友。異母妹ラケシスを大切に想っている。
今回の戦争でもシグルドに協力するが、主家のアグスティ家がシグルド軍を攻撃したため、シグルドと敵対関係に陥り、忠誠と友情の間で苦悩する。
諸侯の中でグランベルへの侵攻に唯一反対の立場であったためにアグストリアのほかの諸侯に疎まれており、新たに即位したシャガールのグランベル侵攻のための挙兵に異を唱えて幽閉されるが、アグスティ陥落後はシグルド軍との間の調停役を買って出る。数ヵ月後、シャガールが再びシグルド軍に宣戦布告をし、マディノ陥落後、彼の檄で最後の砦であるシルベールを守るべく、クロスナイツを率いてシグルド軍と戦う。主君に絶対の忠誠を誓っているため、戦いを避ける選択を選んでも非業の最期を遂げてしまう。
グラーニェ
エルトシャンの妻。茶色の髪で病弱。
レンスターの貴族出身だったことから、エルトシャンと政略結婚で結ばれた。後にアグストリアの戦乱を予期したエルトシャンによって、幼いアレスと共にレンスターの地へ帰郷したものの、後のレンスターへの帝国軍の侵略によって命を落とす。最期の瞬間まで、シグルドを夫エルトシャンの仇と信じて恨み続けていた。
ラケシス(Lachesis)
声 - 大西沙織
エルトシャンの異母妹。ブラコンで、兄を一途に慕い「エルト兄さま」と呼ぶ。金髪の優雅な外見とは裏腹に強気で媚びない性格だが、兄をはじめ、心を許した相手には持ち前の気品で接する。
バーハラの悲劇後、幼いデルムッドをシャナン達に預けて自らはナンナを連れてレンスターへと落ち延びる。後に、デルムッドを迎えにイザークに向かう途中のイード砂漠で行方不明となる。
イーヴ、エヴァ、アルヴァ
エルトシャンが最も信頼する3つ子の騎士。イーヴが長男、エヴァが次男、アルヴァが三男。
2章でラケシスを守るために3人で奮闘する。イーヴはセリス編におけるデルムッドの代替キャラであるトリスタンの父親。
アレス(Ares)
声 - 興津和幸
エルトシャンの息子。父譲りの容姿と気概と実力を持つが、人生の大半を実利主義の傭兵として過ごしてきたため、慎重な面も持ち合わせている。魔剣ミストルティンの継承者。
両親の死後、傭兵のジャバローに拾われ育てられる。セリス軍によって陥落したメルゲン城への攻撃に参加するが、知己であった踊り子のリーン（レイリア）が人質になったと知り、彼女を助けるため雇い主ブラムセルとジャバローに反旗を翻す。
父の仇シグルドの子であるセリスを憎んでいたが、彼の真摯な説得を受け、わだかまりを残しながらもセリス軍に参入。後に従妹ナンナから届けられた父からの手紙を目にし、シグルド親子への恨みが過ちだったと気付き、以後は父の遺志を継いでアグストリアの統一・復興を志す。
デルムッド（Delmud／未登場）
ラケシスに恋人がいる場合に登場する息子。セリス達と共にイザークのティルナノグで育つ。誠実な性格。『トラキア776』にも登場する。
ナンナ(Nanna)
声 - 名塚佳織
ラケシスに恋人がいる場合に登場する娘で、デルムッドの妹。レンスターでリーフと共に育ち、『トラキア776』ではヒロインとして扱われる。母に生き写しの美貌と淑やかさを併せ持つ。スカートの丈は『トラキア776』では長めだが、戦闘時はタイトスカートとなっており短めになっている。
レイリア（Laylea／未登場）
リーンの代替キャラで、シャルロ―の姉（姉弟関係だとは互いに知らない）。ダーナで踊り子をしており、解放軍に加入する経緯はリーンと同様である。恋人がいない場合の戦後はアグストリア王国へ赴く。

#### その他のアグストリア諸国
マクベス
アンフォニー王。ジェネラル。ハイラインとシグルド軍の戦闘に乗じて開拓村を襲わせる、強欲で卑劣な男。
ヴォルツ
マクベスに雇われた傭兵。連続のスキルを持つフォレストナイト。自分の腕に絶対的な自信を持っている。
ベオウルフ
ヴォルツの傭兵団の1人。フリーナイト。雇い主であるマクベスのことが気に入らず、シグルド軍の交渉によってはヴォルツを裏切って味方となる。エルトシャンとは古くからの友人で、ラケシスの世話も任されていたらしい。
クレメント
マッキリー王。当初は中立の立場を取っていたが、ハイラインやアンフォニーが制圧されたことを知り、シグルド軍がアグストリア征服を狙っていると思い込み、敵対する。スリープの杖を操る。
ボルドー
ハイライン王。嫡子エリオットをノディオンに進撃させ、自身はハイライン城を守る。
エリオット
ハイライン王子。
かねてからノディオンを快く思っておらず、人望のあるエルトシャンに嫉妬心を抱く。ノディオンの姫ラケシスを娶りたがっており、自分に従順にならない彼女にも苛立ちを募らせていた。
1章では手薄のエバンス襲撃を試みるものの、エルトシャン率いるクロスナイツに返り討ちに遭い、2章では主不在のノディオンを狙うなど、騎士としての精神や実力に欠けている。
フィリップ
ボルドーに仕える将軍。ハイライン城への道を塞ぐ。有能で忠誠心に厚いジェネラル。

#### オーガヒル
アグストリア北方の島。海賊に実効支配されている。義賊として知られ、それなりの統率を保っていたがマディノ陥落の際に棟梁のブリギッドを追放、暴徒と化して略奪に走る。
ピサール
先代から仕える古参海賊。ブリギッドを追放してシグルド軍と戦う。
ドバール
ピサール配下の海賊。彼の命令でオーガヒルの砦を守備する。

### レンスター王国
ユグドラル大陸南東に位置するトラキア半島を二分する北トラキアの、マンスター地方にある王国。槍騎士ノヴァの血筋で、地槍ゲイボルグを継承。過去、側近より傀儡とされ民衆を抑圧する恐怖政治を行ったダインの息子に対し、ノヴァの息子が諸侯の先頭に立って反乱を決行。北の豊かな大地を勝ち取った後、グランベル王国の仲介の下にトラキア王国より正式に独立し、北の小国家群の盟主として成立した。100年前のトラキア王国との戦争後、盟約によってトラキアとの交易を絶つ。以降、トラキアを「好戦的な軍事国家」とする洗脳に近い教育が続けられ、貴族層も「利己的」であったことも重なり、両者の関係は平行線を辿り続ける。この関係は、カルフ王やキュアンの代になっても全く改善されぬまま、いまに至る。騎士団はランスリッター。
キュアン(Quan)
声 - 鈴村健一
レンスター王子で、シグルドの義弟。シグルドやエルトシャンとは親友。勇敢な人物で強者にも動じない。
イザーク遠征で手薄となったユングヴィへのヴェルダン侵攻を阻止するため、シグルド軍に参加。3章終了後、トラキア王国との牽制の関係で母国に帰還する。
5章にてシグルドとの合流を目指しイード砂漠を北上するが、トラバント率いる竜騎士団に背後を突かれ、娘を人質に取られてゲイボルグを手放し、殺害される。
エスリン(Ethlyn)
声 - かかずゆみ
シグルドの妹で、キュアンの妻。兄と夫を常に支える優しい性格。
3章終了後、キュアンやフィンと共にシグルド軍を離れる。5章で娘アルテナを連れて夫に同伴するも、砂漠半ばでトラバント隊の襲撃を受け殺害される。
アルテナ(Altena)
声 - 戸松遥
キュアンとエスリンの娘。ノヴァの直系であると同時に、バルドの血統も継いでいる。父譲りの武芸と母譲りの母性を併せ持つ。
グランベルに赴く途中、砂漠でトラバントに誘拐され、トラキア王国の王女として育つ。後に弟のリーフから真実を告げられ、トラバントの死後、セリス軍に参加する。
リーフ(Leif)
声 - 鈴村健一
キュアンとエスリンの息子。ノヴァとバルド両方の血統を継いでいる。父親譲りの意志の強さを持つ。
両親の死後、従者のフィンに育てられる。フィンとナンナ（ジャンヌ）に補佐されレンスターで挙兵するが苦戦し、セリスに救われる。『トラキア776』の主人公。
フィン(Finn)
声 - 置鮎龍太郎
キュアンがシグルドを助けに来た際、従軍した騎士。
バーハラの悲劇後、キュアンの遺児リーフが十分な騎士に成長するまでを育てた（経緯は『トラキア776』で語られている）。
前後半通じて戦闘ユニットとして登場する唯一のキャラクターで、前半でやられても後半で復活する。また、所持品は恋人がいない場合は離脱した時の物をそのまま持ち越す。
前半でラケシス・エーディン・アイラと恋人になっている場合は、後半で娘と会話イベントが発生する。
アサエロ（Asaello／未登場）
クラス：ボウファイター→スナイパー　セリス軍参戦章：第八章～終章　登場章：第八章～終章
関係者：デイジー（妹）
ファバルの代替キャラ。コノートの貧しい猟師の子供だが両親は戦争に巻き込まれて死亡している。「コノートのヒットマン」の異名で人々から恐れられているが、孤児院を守るために戦場に出ている心優しい傭兵。ブルーム王に雇われて解放軍と対峙したが、妹デイジーの説得でセリス軍に加入する。聖戦士の働きと比較して自らの力不足を嘆く一面もある。終戦後は新トラキア王国へ帰国する。
デイジー（Daisy／未登場）
クラス：シーフ→シーフファイター　セリス軍参戦章：第七章～終章　登場章：第七章～終章
関係者：アサエロ（兄）、シャナン（憧れの人）
パティの代替キャラでコノートの孤児院で子供たちの面倒を見ている少女。解放軍に参加する経緯はパティと同様である。シャナンから簡単に剣の手ほどきを受けるときの様子はパティに輪をかけて軽佻だが、終章では影の薄さを嘆く面もある。終戦後は恋人に同行するか、独身の場合は新トラキア王国へ帰国する。

### トラキア王国
トラキア半島の南に位置する王国。竜騎士ダインの血筋で、天槍グングニルを継承。国土の大部分は険しい山岳地帯で土地が貧しいことから、竜騎士団などの傭兵業による資金で国を支えている。また、100年前の戦争以降、北トラキア諸国との交易を断たれたせいで常に食糧難に見舞われている。
トラバント(Travant)
声 - 松本保典
トラキア王国の国王。ドラゴンマスター。
国家の厳しさから傭兵業で国を営むことに対しての世間の批判を物ともせず、数々の汚れ仕事をこなしてきた、まさに梟雄と呼ぶに相応しい男。戦いに於いては手段を選ばないが、彼の行う非道な行為も国民を思っての事であり、民衆の信頼は厚い。
北の豊穣な土地、マンスターを我が物にできないかと侵攻の機会を常々伺っており、遂にイード砂漠において北トラキアの盟主、レンスター国王夫妻の殺害に成功するが、グランベルの介入により領有はならなかった。
その際、キュアンの子アルテナを奪い、以降娘として育てる。当初は利用目的ゆえに育てるつもりだったが、日頃より非道な力をもって物事を制することに対する呵責や臣下に対する怯え、子供たちに対する思いなどの様々な感情の蓄積が長い年月をかけて彼を変えたようである。
最後は家宝ともいえるグングニルの槍をアリオーンに託し、自ら死地に赴く。
アリオーン
声 - 喜屋武和輝
トラキア王国の王子で、アルテナの義兄。
苦悩する父の良き理解者で、いつも父の心情を察している。
父トラバントが最後に彼に喋った言葉から、竜騎士の意地として、トラキアの解放戦争では国の統一のためにセリス軍と戦う決意を固める。
トラキア城で敗北した際にユリウスに連れられ撤退し、そのままユリウスに雇われて祖国奪回の足がかりを得るために参戦するが、アルテナとの会話により心を改め、（NPCとして）解放軍に協力する。
ハンニバル
将軍。国の前線であるカパトギア城を堅固に守ることから「トラキアの盾」の異名を持つ。
正義は解放軍にあると知りつつも養子コープル（シャルロー）を人質に取られ、解放軍と対峙する。
シャルロー（Sharlow／未登場）
コープルの代替キャラ。孤児だが、ハンニバルに拾われた場所は不明である。解放軍に加入する経緯はコープルと同様であり、戦後は新トラキア王国へと帰国する。トラキア776には登場しない。
コルータ
トラキアの竜騎士。
マンスター城を制圧するためにアルテナと共にミーズ城から出撃するが、主君であるトラバントから厳命されていたため、アルテナの命令を無視し、一般の市民まで皆殺しにしようとした。『トラキア776』にも登場する。
ディスラー
ルテキア城を守るトラバントの腹心。民衆から「腰巾着」と評される、上に無力で下に傲慢な性格。トラバント王の命令でハンニバルの養子を人質に取る。
パピヨン
シャガールに雇われ、アグストリアに援軍に駆け付けたトラキアの竜騎士。
マゴーネ
トラバント共々、イード砂漠を北上するキュアン・エスリンを討ったトラキアの竜騎士。トラバントがアルテナを連れ帰った後、後を託されてそのまま北上しシグルド軍に襲い掛かる。
マイコフ
トラキアの将軍。ジェネラル。国境の城であるミーズ城を守護する。
カナッツ
将軍。重装兵を率い出撃したハンニバルの代わりにカパトギア城を守る。

### シレジア王国
ユグドラル大陸最北端に位置する、ノイマン半島を統べる国家。氷山と深雪を作り出す冷涼な気候が特徴で、短い夏の間には白夜も見られる。国の中央を走る休火山帯シレジア山脈を境に、太古より魂の宿る場所として有名な氷河地帯の北方と、草原地帯の南方に分かれている。王都シレジアは南方に位置し、東へ順にザクソン城、リューベック城がある。北方は西側にセイレーン城、北東にトーヴェ城。シレジアにあるこの5つの城はいずれも非常に堅牢で、厳しい風雪に耐えられるよう設計されている。ペガサスと緑の瞳のトナカイはここシレジアのみに生息する貴重な動物である。軍は天馬騎士団と風の魔道士を中心に構成されている。主な産業は漁業と狩猟、毛皮産業。国や住民のイメージとして意識されたのは北欧。登場するシレジア人のうち、固有の顔グラフィックを持つ10人中8人が緑髪・緑目である。

#### 紋章
ゲーム中には一切登場せず、設定画のみ存在する。青地のエスカッシャンに、白色の風を図案化した模様（神々の系図で見られるもの）が大きく配置されている。両脇に配置されたサポーターは角の生えたペガサス。

#### 歴史
風の聖戦士セティによって建国され、他国に侵略される事もなく約百年ものあいだ完全な中立と平和を保ってきた。しかしシレジア国王が病死したことで、王弟ダッカー公爵が王位を狙いザクソン城に立てこもり、末弟マイオス公爵もトーヴェ城に兵を集め始めた。正統な後継者である王子レヴィンは国内が荒れ民衆が犠牲になることを危惧し、756～757年頃に国を出奔する。王妃ラーナは王子捜索のため、四天馬騎士の一人フュリーを「他国との争いをさけよ」と命令したうえで派遣した。759年にグランベル王国に汚名を着せられ討伐軍を向けられていたシアルフィ公子シグルドをラーナ王妃がシレジアへ迎え入れ、シグルド軍はセイレーン城で一年弱を過ごした。シグルド軍にはレヴィン王子も身分を隠して協力していたため、シグルド亡命と共に王子も帰国している。760年の年明けの冬にトーヴェ城の王弟マイオスがセイレーン城とシグルドの首に掛かった賞金欲しさに兵を挙げ、シグルド軍に返り討ちにあう。しかしその隙に王弟ダッカーが援軍として引き入れたユングヴィ公爵家当主アンドレイと共に王都シレジアを攻め、四天馬騎士のトップであるマーニャは王都とラーナ王妃を守る戦いで討ち死にした。シレジア城は落ち、ラーナ王妃も人質として囚われる。シレジア城を取り戻してラーナ王妃を救ったシグルドは彼女の許しを得てザクソン城のダッカー公爵を攻め滅ぼし、ここにシレジア内乱は終結した。またラーナ王妃救出後にレヴィン王子が神器・風魔法フォルセティを継承している。しかしザクソン城の東にあるリューベック城がシグルド討伐を目的としたドズル公爵ランゴバルトによって制圧され、シグルドはシレジアの人々を巻き込まないためにグランベルへ向かう。しかしシグルドがバーハラの悲劇で命を落とし、翌761年にシレジアはグランベル王国に攻め滅ぼされ、ラーナ王妃も国と運命を共にした。その後は皇帝アルヴィスの直轄領とされるが、ロプトウスの覚醒後は帝国の圧政により厳しい暮らしを強いられ、多くの人々が飢えに苦しんだ。777～778年にセリス率いる解放軍がグランベル本国へ攻め入った際に、各地で住民が蜂起し「まず最初にシレジアが住民の手に戻り」と語られるものの、その後にセリスが「戦いが（シレジア国民に）有利に進んでいる」と話しているため、グランベル王国解放の次にシレジア王国がシレジア人の手に戻った可能性がある。終戦後はレヴィンが竜族との契約ゲッシュにより国に戻れないため、レヴィンの子が王位を継ぎ、荒れ果てた国土の復興に力を注いだ。
（トラキア776では）レヴィンの妻がフュリーの場合の歴史が語られた。761年のシレジア王国滅亡後、帝国に反発する人々は北のトーヴェに移り住み王家を守り続けている。「天馬騎士団」「近衛の天馬騎士」の存在から軍を維持していることがわかり、また帝国の支配下の地域で人々が飢えに苦しんでいることにカリンが衝撃を受ける描写から、シレジア全土を取り戻す力は無いにせよ、シレジア王家の影響下では秩序が保たれていることが示されている。レヴィン王は子供たちが父を慕う程度には顔を出していたが、本編開始時期にはずっと国に戻っておらず、父を探すために国を出た王子セティを呼び戻して王位につけようと（フュリー王妃の病死をきっかけに）国民は考え、天馬騎士見習いのカリンを捜索に派遣した。本編後にシレジア解放戦争が行われ、セティが人々の熱望により即位し、戦乱に荒れ果てたシレジアはゆっくりとだが着実に蘇っていく。
風使いセティ（Sety／未登場）
風の聖戦士セティとも。ダーナ砦の奇跡により若き竜フォルセティの血と風魔法フォルセティを授かった青年。子孫であるレヴィンは彼に容貌が似ている。他の聖戦士が「光神バルド」や「火神ファラ」と神格化されて呼ばれる場面では「風神フォルセティ」と呼称されるが、これが風使いセティを指すのか、それとも彼に力を与えた若き竜・風のフォルセティを表すのかは不明である。子孫にシレジア王、マイオス、ダッカ―、レヴィン、レヴィンの息子、レヴィンの娘、ムーサ―、メング、ブレグ、メイベル、十二魔将アハトがいる。
ラーナ（Rahna／未登場）
登場章：第四章　言及：第二章、第三章、第五章、第六章
関係者：レヴィン（息子）、マイオス・ダッカー（義弟）、マーニャ（側近）、レヴィンの子（孫）
シレジア王妃にしてレヴィンの母。シレジア国王である夫の病死後、野心を見せる夫の弟達を牽制しながら国を守り続けている。気丈な性格で息子レヴィンに厳しく接するが、彼が内乱を起こさないために国を出ていた時期には涙を見せ、シレジアへ無事に戻ってきてからはすっかり明るくなった。グランベル王国に裏切られ危機に瀕していたシグルドをシレジアに迎え入れ、アズムール王へ彼の無実を訴える親書を幾度も送った。シレジア国民からは「平和を愛するシレジアの宝」と深く敬愛され、シグルドからも母のように慕われている。シレジア内乱では王弟ダッカーにシレジア城を攻められ、側近である四天馬騎士マーニャを喪った。自身は人質として囚われるもシグルド軍により救出される。息子レヴィンに「この世界を見定め、暖かな方向へ導く」という風の聖戦士としての使命を説きながら、王家に伝わる神器フォルセティを授けた。761年のシレジア王国滅亡時に国と運命を共にしている。
レヴィン(Levn／Lewyn)
声 - 子安武人
シレジア王子。
父である前国王の死去に伴い発生した王位継承争いに嫌気が差して、故国を出奔。吟遊詩人に身分を擬して村々を回る最中、アグストリアの動乱に巻き込まれる。道中でシグルドの人柄を気に入り、シグルド軍に参加。後に彼を捜しに来たフュリーにより、シレジアの王子と判明する。その姿は風使いセティと酷似している。
バーハラの悲劇後は、若き竜族のフォルセティに体の一部を預けることで生存。記憶喪失でさまよっていたユリアを救い、セリスの参謀を務める。なお、シグルド編で戦死していてもセリス編に登場する。シルヴィア・ティルテュと恋人になっていた場合はリーン・ティニーと、フュリーと恋人になっていた場合はセティとフィーそれぞれと会話イベントが発生する。
フュリー(Ferry／Erinys)
声 - 坂本真綾
シレジア四天馬騎士の1人で、マーニャの妹。レヴィンに好意を抱いている。生真面目で融通の利かない性格であり、そのことをレヴィンから心配されている。ディートバ曰く泣き虫だったらしい。
レヴィンを探してアグストリアを訪れた際、シャガールに騙されエバンス城を襲撃するが、レヴィンに諭され仲間に加わる。
バーハラの悲劇を脱出後は祖国シレジアに亡命。後にセティとフィーを産み、病死する。
マーニャ(Mahnya／Annand)
声 - 天野由梨
クラス：ファルコンナイト　中立軍：第四章　登場章：第三章　言及：第六章
関係者：フュリー（妹）、ラーナ（主君）、レヴィン（主君）、パメラ（ライバル）
フュリーの姉で、シレジア天馬騎士団長にして四天馬騎士のトップを務める。高潔な性格。ラーナ王妃の命により、反逆者の汚名を着せられたシグルド軍をオーガヒルまで迎えに行った。シグルド軍のトーヴェ城制圧後、シレジア城を襲撃したパメラ隊と交戦するが、アンドレイ率いるバイゲリッターの介入を受け戦死する。
レヴィンに片想いをする妹を応援しているが、彼女自身もレヴィンに想いを寄せていることが匂わされている。
ダッカー（Daccar／未登場）
クラス：バロン　敵軍：第四章
先王の弟でザクソン城主。王家の血筋だが、マイオス共々セティの血が現れていない（ただし、彼かマイオスどちらかの息子の可能性が高いムーサ―は傍系として血を受け継いでいる）。シレジアの王位を狙っており、グランベルとの密約によりアンドレイ率いるバイゲリッターを引き入れシレジア城を襲撃した。ラーナ王妃を人質にするもシグルド軍に取り返され、ザクソン城で彼らを迎撃する。無辜の市民を虐殺しようとする部下を笑いながら容認したため、ラーナやシグルドの怒りを買った。
マイオス（Maios／未登場）
クラス：バロン　敵軍：第四章
先王の末弟でトーヴェ城主。王家の血筋だが、ダッカー共々セティの血が現れていない（ただし、彼かダッカーどちらかの息子の可能性が高いムーサ―は傍系として血を受け継いでいる）。セイレーン城とシグルドに掛かった賞金欲しさに兵を挙げるも、シグルド軍に返り討ちに会った。圧政を敷いていたため、彼が滅ぼされたことを領民は喜ぶ。
パメラ（Pamela／未登場）
クラス：ファルコンナイト　敵軍：第四章　
シレジア四天馬騎士の1人でダッカーの側近。アンドレイ率いるバイゲリッターと共にシレジア城を襲撃する。マーニャとは共に修行した仲で、彼女をライバル視し張り合っている。非情な振る舞いをしているが、レヴィンとの戦闘会話では内乱に対する複雑な心境を仄めかした。
ディートバ(Deet'var／Dithorba)
声 - 鷹森淑乃
クラス：ファルコンナイト　敵軍：第四章　
シレジア四天馬騎士の1人でマイオスの側近。マーニャ・パメラに次ぐ実力を持つ。マイオスの命令でシグルド軍に襲い掛かった。フュリーを「泣き虫」と嘲り、張り合っている。トラキア776に登場するミーシャは娘。
セティ（Sety／Ced）
声 - 梶原岳人
フュリーに恋人がいる場合に登場する息子。『トラキア776』にも登場するが、その場合の父親はレヴィンである。理知的な性格。
レンスター王国のマンスター領を救った英雄であり、指導者としてマンスターを守る（『トラキア776』にて語られる）。
フィー（Phee／Fee）
声 -茅野愛衣
フュリーに恋人がいる場合に登場する娘で、セティの妹。ペガサスに乗っているが、まだ正式な天馬騎士ではない。元々兄を探すために国を出たが、解放軍の存在を知り、アーサー共々セリス達の仲間に加わる。兄とは対照的に快活ではっきりとした性格。

### イザーク王国
大陸北東の王国。剣聖オードの血筋で、神剣バルムンクを継承。国民の多くは草原で家畜を飼う遊牧民とされる。地方では部族の力が大きく、それぞれが独自の動きを見せる。そのため東の蛮族と呼ばれることもある。
以下に挙げる他に登場する人物では、ホリンの子供（恋人がいる場合）もオードの血統を継いでいる。なお、『トラキア776』にはリボー族の人間も登場する。
マナナン
イザーク国王。
領家リボーの族長によるグランベル王国の友好都市ダーナ侵略に対し、族長の首を持ってグランベル王国に謝罪に向かうものの、道中謀殺される。この件が、後のグランベルにおけるイザーク遠征のきっかけとなった。劇中には登場しない。
マリクル
マナナンの息子。シャナンの父。
父王訃報の不条理を受け入れられず、グランベルとの戦争を決意するが、戦死。開戦直前、息子のシャナンを妹アイラに預ける。劇中には登場しない。
アイラ(Ayra)
声 - 折笠愛
マナナンの娘。甥のシャナンを戦禍から守るため、ヴェルダンに逃れる。義に忠実で、芯の強い性格。「流星剣」の使い手。
シャナンを人質に取られグランベル軍と交戦するも、シグルドからシャナンを救出したことを知らされ一向に加わる。シャナンがセリスの保護者として亡命した後、バーハラの悲劇まで運命をシグルドと共にする。
バルムンクの継承者ではないが、ホリンと結婚した場合、近親婚が神血を強めるという設定により血統が強化され、子供には濃い血統が表れる。
シャナン(Shannan)
声 - 増田俊樹
イザーク王子。神剣バルムンクの継承者。叔母のアイラ同様、「流星剣」の使い手。
アイラとともにヴェルダンに逃れた後、キンボイスに捕まり人質となるが、シグルドに保護される。ディアドラ失踪の際に、強く引き止めなかった己の責任を感じ、オイフェと共に彼の嫡子セリスを大切に守り育てる。
セリスの挙兵時点ではバルムンク奪還のためイード神殿に潜入していて、その間にイザークを奪還したセリス軍と合流し、以後もセリスを支える。
ホリン
声 - 岡野浩介
ソファラ領主の息子。諸般の理由により生家を出て大陸を放浪していた。「月光剣」の使い手。
2章の闘技場で最後の対戦相手として登場し、倒すと相手の意志に感銘を受けて仲間になる。ホリンの出自はアイラと結ばれた後の会話によってのみ判明する。
スカサハ
声 - ランズベリー・アーサー
アイラに恋人がいる場合に登場する息子で、ラクチェとは双子。解放軍でセリスと共に戦う。オイフェや仲間達の訓練の中で戦士として自覚し、自らの熱い感情を抑えての行動につとめる。
ラクチェ(Larcei)
声 - 種﨑敦美
アイラに恋人がいる場合に登場する娘。スカサハとは対照的に子供っぽさが抜けきらず、感情的になりやすい。多くの友人を殺害した帝国に対して、強い憎しみを抱いている。ヨハンとヨハルヴァに好意を寄せられている。
ディムナ（Dimna／未登場）
クラス：アーチナイト→ボウナイト　セリス軍参戦章：第六章～終章　登場章：第六章、第十章、終章
関係者：マナ（妹）
レスターの代替キャラ。イザーク王国のイザークの街出身だが、セリスの掲げる帝国からの解放という理想に共感してセリス軍決起の数年前よりティルナノグの解放軍に参加している。セリスに思いを寄せる妹マナを心配し、身分差から諦めるように諭した。終章では影の薄さを嘆き、終戦後は故国で普通に働こうと嘆いている。故郷には彼を心配するカレンという幼馴染の少女が彼を待っているが、セリス軍の女性陣との恋愛も問題なく可能。終戦後はイザーク王国へ帰国する。
マナ（Mana／未登場）
クラス：プリースト→ハイプリースト　セリス軍参戦章：第六章～終章　登場章：第六章、第八章、第十章、終章
関係者：ディムナ（兄）、セリス（片思いの相手）
ラナの代替キャラ。イザーク王国のイザークの街出身だが、セリス軍決起の数年前からティルナノグに移住している。セリスへの片思いは描写が仄かにしかないラナと比べて強調されており、彼に寄り添うことで重圧を感じるセリスの弱音を引き出しもした。終章では力不足を感じながらも「平民の意地」を口にした。終戦後は恋人に同行するか、独身の場合はイザーク王国へ帰国する。

### ヴェルダン王国
森と湖の国。ユグドラル大陸南西に位置し、王国の中では唯一聖戦士の血族ではない王家が統治する。軍は斧と弓を扱う歩兵で構成され、軍制は整っていない。民族性・文化の違いやたびたび国境を荒らしたことからグランベルをはじめとする諸外国からは蛮族と呼ばれ蔑まれている。中央に位置する大陸最大の湖を囲むようにエバンス・ジェノア・マーファ・王都ヴェルダンの四つの城がある。国土の大半は深い森に覆われ、主要な産業は漁業と狩猟。国や住民のイメージとして意識されたのはペルシャ。

#### 国旗
ゲーム中には一切登場せず、設定画のみ存在する。背景は橙色。四隅には黒地に赤縁の二重四角が置かれ、縁は黒地の三角が一周している。中央に交差する黒い二本の斧、その間に赤を主体とした太陽のモチーフが置かれている。

#### 歴史
王家の祖先は海賊とも土着の山賊とも言われているが、真実は不明である。以前はたびたびグランベルとの国境を荒らしていたが、バトゥ王の時代になると多くの族長を束ねた彼が周辺国とも極力闘争を避ける方針を打ち出し、ヴェルダン王国の平和を維持していた。しかしバトゥ王がロプト教団の暗黒司祭サンディマに洗脳され、グラン歴757年にグランベル王国によるイザーク討伐が行われると同盟を結んでいたグランベルへの侵略の命を三人の息子たちに下した。長男ガンドルフがグランベル王国のユングヴィ公国を攻め落とし、エーディン公女を娶るために彼女を連れてマーファ城へ戻ると、シアルフィ公子シグルドが彼女を取り戻すために兵を挙げ、ユングヴィ城のデマジオ・エバンス城のゲラルド・ジェノア城の次男キンボイス・マーファ城のガンドルフは次々に打ち倒された。エーディンは三男ジャムカによりマーファ城から逃がされたものの、バトゥの戦争継続の意思は変わらず、ジャムカにも出撃命令が下る。しかし直後にバトゥがサンディマによって致命傷を負わされ、サンディマはシグルド軍によって撃破されたものの、バトゥはその傷が元で命を落とした。
シグルドによってヴェルダン王国が制圧された後に彼がエバンス城主となっているためこの地域がグランベル王国に割譲されたことは窺えるが、作中に詳しい説明はない。『大全』ではヴェルダン全土がグランベル統治下に入ったとしている。
グランベルによるヴェルダン制圧によって混乱が起こった北側の隣国アグストリア諸公連合の盟主シャガール王がヴェルダン侵略の命を下すも、王都ヴェルダンの北側に位置するノディオン王国は和平派であり、エバンス城のシグルドが侵略に対応したため、ヴェルダン本国が攻められることはなかった。
その後はヴェルダン王家の壊滅により荒れ果て、グランベル帝国からも顧みられることなく、山賊の支配する国となった。グラン歴778年の帝国滅亡後にジャムカ王子の子供が帰国し、ヴェルダン統一戦争は1年も経たずに終結する。そして隣国アグストリア・グランベル両王国の協力によりヴェルダン王国は復興し、平和が訪れた。
バトゥ（Bator／未登場）
登場章：第一章　言及：序章
関係者：ガンドルフ・キンボイス（息子）、ジャムカ（息子（孫））、ジャムカの子供（孫（ひ孫））
国王。ヴェルダンを国として確立させたとする資料もある。穏やかで誠実な性格で、長きにわたりヴェルダン王国の平和を維持してきた。しかし祈祷師に扮していたロプト教団の暗黒司祭サンディマに「グランベル王国が攻め込んでくる」とだまされ、同盟関係にあったグランベル侵攻の命を下す。和平を望むジャムカの説得にも耳を貸さなかったが、物事が思う通りに進まないことに業を煮やしたサンディマの魔法により致命傷を負わされた。シグルドがヴェルダン城を制圧した時にはかろうじて息があったが、暗黒教団の暗躍を警告しヴェルダン王国の人々の未来を託してこと切れた。
本編では言及されないが、長男夫婦が早世したためにその息子ジャムカを養子にした。次男ガンドルフと三男キンボイスにはそれぞれ城と土地を与え、ジャムカは後継者として手元に置いていた。
ガンドルフ（Gandolf／未登場）
クラス：ウォーリア　登場章：序章、第一章
関係者：バトゥ（父）、キンボイス（弟）、ジャムカ（弟（甥））
バトゥ王の長男（設定では次男）でマーファ城主だが、王子とは思えない粗野な言動に「ケダモノ」とまで称された。魔道士サンディマの口車に乗ってグランベル王国に侵攻し、ユングヴィ城を攻め落とす。戦利品として公女エーディンをマーファまで連れ去り妻にしようともくろむ。その後はキンボイスと共にグランベル王国の王都バーハラまで攻め込む算段だったが、エーディンは妻にする前に末弟ジャムカの手引きによって逃げられ、自身はシグルド軍によって倒された。
キンボイス（Kinbois／未登場）
クラス：ウォーリア　登場章：第一章　言及：序章
関係者：バトゥ（父）、ガンドルフ（兄）、ジャムカ（弟（甥））
バトゥ王の次男（設定では三男）で、ジェノア城主。領内の村を幾度も襲っているため、評判が非常に悪い。ヴェルダン王国に落ち延びてきたイザーク王子シャナンを人質に取り、その叔母である凄腕の剣士アイラをジェノア防衛のために働かせていた。
ジャムカ(Jamka／Jamke)
声 - 檜山修之
クラス：ボウファイター→スナイパー　シグルド軍参戦章：第一章～第五章　登場章：第一章、第四章、第五章
関係者：バトゥ（父（祖父））、ガンドルフ（兄（叔父））、キンボイス（兄（叔父））、デュー（弟分）
バトゥ王の三男（設定では長男の息子で養子）。ヴェルダン王国のグランベル王国侵攻には批判的な立場を取っており、戦争を止めるように幾度も父を説得していた。長兄ガンドルフが連行してきたエーディン公女を密かに逃がす。和平への懇願に耳を貸さない父の命令で出撃するも、エーディンの説得により、バトゥ王助命を条件にシグルド軍へ加入した。エーディンと一緒に牢から逃した盗賊のデューとは腐れ縁の仲。
シグルドには最後まで助力し続けるが、唯一生き残った王族である彼がヴェルダン王国に残らなかった理由は本編では触れられておらず、親世代を描いたコミカライズ二作品ではその理由などをそれぞれ独自に補足している。彼の子供がヴェルダン王国を復興するが、子供がいない場合はグランベル王国に併合される。
当初はクラスがアクスファイターになる予定だったが、イラストを気に入った加賀がボウファイターに変更し、スキルも追加した。また、エーディンに思いを寄せる男性三人の中では「いちばん地味だが一途」というキャラ設定のイメージがある。
デュー（Dew）
声 - 渡辺明乃
クラス：シーフ→シーフファイター　シグルド軍参戦章：第一章～第五章　登場章：第一章～第五章
関係者：ジャムカ（腐れ縁）
盗賊の少年。マーファで盗みを働いて捕まっていたが、ジャムカがエーディンを逃がす際、エーディンのとりなしにより盗賊から足を洗うという条件で一緒に逃がされ、そのままシグルド軍に加入する。様々な貴重品を入手することが多く、軍に欠かせないポジションを得た。ジャムカをよくからかっているが、仲はいい。
シギュン
→聖戦の系譜#ヴェルトマー公爵家へ
ディアドラ（Diadora／Deirdre）
→聖戦の系譜#バーハラ王家へ

### 闇の血族

#### ロプト帝国
数百年前、大司教ガレに暗黒神が降臨したのを契機に、その力をもって世界を支配した帝国。この帝国は皇族マイラの反乱と十二聖戦士の活躍により崩壊する。だが、ロプトの血は皇族マイラの子孫に受け継がれていた。マイラの子孫の一族は精霊の森に隠れ住み、掟により外部との接触を断ち切っていたが、末裔のシギュンが禁を破って2人の子供を産んだ事実が、暗黒教団（ロプト教団）の活動に拍車をかける事態を招いた。闇の魔法ロプトウスを継承する血筋の中で、ロプトウスの完全なる継承者はユリウスのみである。
大司教ガレ
かつて大陸に多くの悲劇をもたらした存在。闇の魔法ロプトウスの使い手。
野心家で、若い頃に古代竜族の伝説を信じて海を旅し、念願の古代竜族の力を得ることに成功する。帰国後にロプト教団を創設、当時大陸には存在していなかった魔道と作り上げられた十二魔将の力を用い、共和国グランを滅し帝位を得て、ロプト帝国を興した。
その後、暗黒神の血を受け継いだ子孫が治め続けた帝国は、聖戦士達との戦いにより滅亡する。
マンフロイ(Manfroy)
暗黒教団の大司祭。ダークビショップ。ロプトウス復活のためにアルヴィスに近づき、全ての陰謀を裏で操っていた、一連の騒乱の元凶ともいえる人物。
崇拝する暗黒神が支配する世界に導くべく、どのような手も策も使う冷酷で狡猾な男。暗黒魔法の力で生命を維持しているため、ユリウスが倒されると消滅する。
ユリウス(Julius)
声 - 櫻井孝宏
アルヴィスとディアドラの息子で、皇太子。ダークプリンス。ユリアの双子の兄でセリスの異父弟。
二代前から暗黒教団によって血統を選び抜いて生み出されたいわば闇のサラブレッド。生来は虫も殺せないほど優しい性格だったが、グラン暦771年ごろマンフロイによりもたらされたロプトウスの書を手にしたことで暗黒神に乗っ取られ、虐殺や子供狩りを平気で行う残忍な性格に変貌した。以降、精神的に幼児性を強く残したまま成人し、闇の皇子ともよばれるようになる。氷のような冷酷さと、人を惹き付ける魔性の魅力を持つ。闇魔法ロプトウスの唯一対抗できるナーガ継承者である母と妹の抹殺を企てるが、妹には逃げられる。
また、豹変前からフリージ家のイシュタルと仲が良く、『トラキア776』では彼女の側近だったラインハルトに嫉妬する描写も見られる。
サンディマ
暗黒教団の司祭。
ヴェルダン王バトゥの側近として取り入り、バトゥをそそのかしてグランベルへ侵攻させた。精霊の森に隠れ住むディアドラを探す任も任されていた。
クトゥーゾフ
暗黒教団の司祭。
イード神殿を守備する。バルムンクを奪い逃げたパティ（デイジー）を殺そうとするも、フェンリルの書を無くしているため部下に探させていた。
ジュダ
暗黒教団の司祭。トラキアに援軍兼監視役として派遣され、グルティア城を守備する。
モリガン
暗黒教団の司祭。ラドス城を支配しており、刃向かう者を次々火あぶりにかけていた。そのため、ラドスはゴーストタウンのようなありさまとなる。
ザガム
暗黒教団の司祭。マンフロイの命令でミレトス城を守備する。
ユフィール
暗黒教団の司祭。ロダンにかわってエッダ城を守備する。
バラン
暗黒教団の司祭。ブリアンにかわってドズル城を守備する。
ダゴン
暗黒教団の司祭。ヒルダにかわってフリージ城を守備する。
十二魔将
新たにユリウスに蘇らせられた、ガレの代からいる謎の集団。
『ファイアーエムブレム 聖戦の系譜 TREASURE』によれば、聖戦士の血を継ぐ者は、物語後半のレヴィンの様な竜族混合の状態。顔グラフィックは用意されておらず、全員が歩兵系で構成されている。彼ら12人の名前はドイツ語で1から12までの数字を意味する単語で構成されている。
『トラキア776』や『覚醒』、『新暗黒竜』にも同名キャラが登場している（前二作では死人から造られているようだが、詳細は不明）。小説では、かつてガレが集めた大陸で有数の血の気が多い若者たち。

### 十二聖戦士
かつての聖戦でロプト帝国に抗い、活躍した12人の戦士。直系の長子に神秘の力を受け継ぐ聖痕が現れると伝えられる。だが、ヘイムやトード、ヘズルの家系のように、例外も存在する。ゲーム中には登場しないが、公式設定本である『聖戦の系譜 TREASURE』に彼らのイラストが描き下ろされている。
聖者ヘイム
光の魔法ナーガの使い手。解放軍の指導者だった老人。戦後にグランベル王国を興した。
聖戦士バルド
聖剣ティルフィングの使い手。シアルフィ家初代当主。マントを羽織った男性。
魔法戦士ファラ
炎の魔法ファラフレイムの使い手。ヴェルトマー家初代当主。耳にイヤリングをした女性。
魔法騎士トード
雷の魔法トールハンマーの使い手。フリージ家初代当主の男性。
大司祭ブラギ
聖杖バルキリーの使い手。エッダ家初代当主。『トラキア776』に登場するスルーフによく似た男性。
弓使いウル（ウリル）
声 - 桑島法子
聖弓イチイバルの使い手。ユングヴィ家初代当主。耳にイヤリングをした女性。
斧戦士（斧使い）ネール
聖斧スワンチカの使い手。ドズル家初代当主の男性。
黒騎士ヘズル
魔剣ミストルティンの使い手。額に布を巻いた男性。戦後にアグスティ王家を興した。
竜騎士ダイン（ディーン）
天槍グングニルの使い手。『トラキア776』に登場するディーンによく似た男性。戦後にトラキア王国を興した。
槍騎士ノヴァ
地槍ゲイボルグの使い手。『トラキア776』に登場するエダによく似た女性で、竜騎士ダインの妹にあたる。
風使いセティ
風の魔法フォルセティの使い手。レヴィンによく似た男性。戦後にシレジア王国を興した。
剣聖オード
神剣バルムンクの使い手。シャナンと同じく長髪の男性。戦後にイザーク王国を興した。

### 神々

#### 古代竜族
遙か昔、前作の舞台となったアカネイア大陸に住み着いていた竜族。神竜族、地竜族、火竜族などが存在する。人智を超える恐るべき文明を築き上げた。血の契約を交わした暗黒神や十二聖戦士に、自分達の力を封じた竜玉を付与した聖遺物とその力を解き放つ鍵として自分達の血を与える。
ロプトウス
アカネイアで栄えた高度な竜族の文明の終末期、神竜王ナーガによって、古代竜族の種の終わりを告げる「滅び行くさだめ」が説かれ、次の時代の主は人類だと語られた。だが、自分達の文明に匹敵する文化さえ存在しない人類が次代を担う事実を、古代竜族の一派であるロプトウスら地竜族は受け入れられなかった。
元々人類を虫けら同然に考える地竜族が理性の消失に伴って感情的に人類殲滅を試みるなか、竜族の伝説を信じて旅をしていたガレ司教がアカネイアに辿り着き、ロプトウスは彼と血の契約を交わす。
その際、ガレ司教に手渡された闇の魔法ロプトウスの黒い聖書には、自身の力と人類に対する凶悪な思念が封じられており、触れて力を解放した者は精神を支配され、同等の力と意志を持った第二のロプトウスと化した。
ガレを利用することで、ロプトウスは死後も人間に災いをもたらすことに成功したのである（制作者側の発言におけるロプトウスの扱いは何度か変わっており、ここでの記述はその1つ）。
ロプトの血統はステータス画面の系譜表で中心に位置し、12の血統が立ち向かうべき敵であることを示している。
ナーガ
古代竜族の頂点に君臨する神竜族の王。
「滅び行くさだめ」を説いて以降、人類を巡って神竜族と地竜族の対立が続き、ロプトウスが他の大陸にまで魔手を伸ばしていることに気付くのが遅れた。
やがてロプト帝国の存在がナーガの耳に入り、人類への関与を恐れつつも、苦肉の策としてミストルティンやフォルセティ、サラマンドなどの11の竜達を率い、ダーナ砦に篭もった壊滅間近の解放軍の者達の前に降臨し、血の契約を交わした。
その際、ナーガは闇の魔法ロプトウスの力に対抗する術として、解放軍の指導者だったヘイムへと自身の力に加えて意志を込めた光の聖書を託したが、ナーガの恐れたとおり、ダーナ砦での古代竜族と聖戦士達との血の契約は、後のユグドラル大陸に大きな影響を与えることになる。
フォルセティ
ナーガと共に血の契約を交わした竜族の1人で、若き竜であるがため人間に対して理解を示す。そのためアカネイア大陸へ帰還した他の竜族と違い、自ら進んでユグドラル大陸に残ることを志願した。
オープニングデモの1つで、マンフロイに敗れ死の淵を彷徨っていたレヴィンを助け、それゆえ彼に心の一部を預けたレヴィンはセリスの元に向かい、解放軍を支えることになる。

#### その他の神々
ユグドラル大陸において崇拝されている存在。十二聖戦士と暗黒神の戦いが始まる以前から信仰される神々も存在する。生前に英雄と呼ばれた者の多くも死後に神格化され、下級神として新たに神々へ加えられる。
ユードゥ（グラン）
国造りの神々の中でも最高神とされる天空神。なお、この神の名前が、ユグドラル大陸最初の国家であるグラン王国の由来となった。
12使徒
数多くの神々の中で最も新しい神々。守護神や武神などとも呼ばれ、かつての戦いで神格化された英雄達がこの神々に含まれる。十二聖戦士のブラギも運命と生命を司る神として12使徒に数えられているが、12使徒が十二聖戦士と同一かは不明。

## 他機種版
| No. | タイトル                             | 発売日        | 対応機種           | 開発元                     | 発売元 | メディア                                    | 型式 | 売上本数 | 備考 |
| --- | ------------------------------------ | ------------- | ------------------ | -------------------------- | ------ | ------------------------------------------- | ---- | -------- | ---- |
| 1   | ファイアーエムブレム 聖戦の系譜      | 1997年9月30日 | スーパーファミコン | インテリジェントシステムズ | 任天堂 | フラッシュロムカセット (ニンテンドウパワー) | -    | -        |      |
| 2   | ファイアーエムブレム 聖戦の系譜      | 2007年1月30日 | Wii                | インテリジェントシステムズ | 任天堂 | ダウンロード (バーチャルコンソール)         | -    | -        |      |
| 3   | ファイアーエムブレム 聖戦の系譜      | 2013年4月27日 | Wii U              | インテリジェントシステムズ | 任天堂 | ダウンロード (バーチャルコンソール)         | -    | -        |      |
| 4   | ファイアーエムブレム 聖戦の系譜      | 2016年8月27日 | Newニンテンドー3DS | インテリジェントシステムズ | 任天堂 | ダウンロード (バーチャルコンソール)         | -    | -        |      |
| 5   | スーパーファミコン Nintendo Classics | 2021年5月26日 | Nintendo Switch    | 任天堂                     | 任天堂 | ダウンロード                                | -    | -        |      |

## 主なスタッフ
- チーフゲームデザイナー:加賀昭三（IS）[注釈 44]
- スーパーアドバイザー:寺崎啓祐（任天堂開発第一部）
- チーフコンダクター:IS・成広通（IS）
- グラフィック:小屋勝義（テック）、乃一文香（IS）
- 音楽:辻横由佳（IS）
- プロデューサー:横井軍平（任天堂）[注釈 45]

## 関連の話題
- スタート画面で操作せず放置しているとデモ映像が流れる。この中での戦闘デモは周回プレイの度に変わり（最大16周目まで）、いくつかは本編の語られざる経緯を推察できる内容になっている。
- クラスの1つであるデュークナイトの「デューク」とはヨーロッパにおける貴族の爵位（称号）であり、日本でいう「公爵」に相当する。
- 作中の闘技場に任天堂の『マリオシリーズ』の「マリオ」とインテリジェントシステムズの『パネルでポン』の「リップ」（4章では性別不明、5章では男性）が登場する（共通点は名前のみ）。
- 闘技場の受付曲に『暗黒竜と光の剣』と『紋章の謎』の味方マップ曲のアレンジが収録されている（最初はざわめきのみだが、しばらくすると曲が流れる）。
- 後のシリーズ作品である『封印の剣』では、仲間入りの曲および聖戦の系譜での戦闘曲が、封印の剣の闘技場の戦闘曲として採用された。また、『聖魔の光石』の闘技場の受け付け曲で、聖戦の系譜の最初の味方マップのアレンジ曲が用いられている（最初はざわめきのみだがしばらくすると流れる）。
- 後のシリーズ作品である『蒼炎の軌跡』では、クリア後にプレイできるトライアルマップのBGMとして、本作の第10章BGM「光と闇と」のアレンジバージョンが起用された。
- CM
  - 敵に囲まれたシグルドとブリギッドをイメージした日本国外の俳優達が手をつなぎ、ラストにセリスをイメージした海外の子役俳優がティルフィングを持って空を見上げる実写版。キャッチフレーズは「愛の絆が武器になる。[注釈 46]」。ラストに「Ah〜Ah♪」の歌声で「ファイアーエムブレムのテーマ」が流れる。
- 発売前のチラシは、パッケージイラストの両脇に「光をつぎ、運命をせおい、」「いまここに、聖戦がはじまる。」と書かれたもの[105]。
- 製作者の加賀昭三へのインタビューにおいて、『聖戦の系譜』は元々3部作で、ユリウスの死後の内容もゲームにされる予定だったことが『聖戦の系譜 TREASURE』で語られている。

これについては掲示板で加賀昭三氏が第3部は再会も物語になる筈だったと名言しており、ユリウスもユリアの愛の力で元の人格に戻って生き返る予定だったと言っている。
- 『ファイアーエムブレム 聖戦の系譜 TREASURE（1999年1月）』『ファイアーエムブレム聖戦の系譜　ファンSpecial（1996年10月）』『ファイアーエムブレム〜聖戦の系譜〜を遊びつくす本（1996年10月）』には加賀昭三の語る本作品の裏設定が記載されている[注釈 47]。しかしこの3冊とも、2020年7月現在は一般の流通にはなく入手が困難である。

## 各種メディア関連商品

### 公式ガイド
- ファイアーエムブレム 聖戦の系譜 TREASURE（NTT出版）
1999年1月27日発行  ISBN 4757180144
インテリジェントシステムズ公式監修ガイド。広田麻由美描き下ろしの設定画集（十二聖戦士やヴィクトル王、その他の未公開キャラのイラスト）、スタッフインタビュー、データ集などを掲載。
- ファイアーエムブレム 聖戦の系譜 任天堂公式ガイドブック（小学館）
1996年6月1日発売。 ISBN 978-4091025494
任天堂及びインテリジェントシステムズ公式監修ガイド。しりあがり寿による描き下ろし漫画「しりあがり寿の聖戦の漫譜」が掲載されている。
- 20th Anniversary ファイアーエムブレム大全
2010年6月1日発売。 ISBN 978-4-09-106467-7
FEシリーズ20周年本。『暗黒竜と光の剣』から『新・紋章』まで紹介。
- ファイアーエムブレム0公式ガイドIV（徳間書店）
2016年10月27日発売。 ISBN 4198642915
同名カードゲームガイド本。この本限定の『エルトシャン』のプロモーションカードが同梱されている。ブースターパックでは『ファイアーエムブレムif』との合同になっている。

#### 攻略本
- ファイアーエムブレム 聖戦の系譜 完全攻略ガイド（メディアワークス）
- ファイアーエムブレム 聖戦の系譜 攻略ガイドブック（T2出版）
- ファイアーエムブレム 聖戦の系譜 聖なる書（アスペクト）
- ファイアーエムブレム 聖戦の系譜 データブック（アスペクト）
- ファイアーエムブレム 聖戦の系譜 必勝攻略法（双葉社）
- ファイアーエムブレム 聖戦の系譜必勝法スペシャル（ケイブンシャ）
- ファイアーエムブレム 聖戦の系譜 100パーセント遊ぶ（芸文社）
- 鈴木一弘、ファイアーエムブレム 聖戦の系譜 最終攻略読本（ジャパンミックス、1996年6月、111ページ）
- 中村誠、富永民紀、ファイアーエムブレム 聖戦の系譜 スーパーガイド（ソフトバンククリエイティブ、1996年8月、159ページ）
- ファイアーエムブレム 聖戦の系譜 完全攻略ガイド 奥義伝承（メディアワークス、1996年8月）
- ファイアーエムブレム 聖戦の系譜 完全攻略ガイドブック（NTT出版、1996年9月）
- ファイアーエムブレム〜聖戦の系譜〜を遊びつくす本（キルタイムコミュニケーション、1996年10月）
- 裏ワザ大全集 ファイアーエムブレム 聖戦の系譜（二見書房、1996年11月）
- ファイアーエムブレム 聖戦の系譜 ドラマティカルファイル（新紀元社、1996年11月）
- 九慈慎之介、ファイアーエムブレム 聖戦の系譜 メモリアルファイル（光栄、1996年11月、143ページ）
- ファイアーエムブレム 聖戦の系譜 超戦術BOOK（学研、1996年12月、164ページ）
- ファイアーエムブレム 聖戦の系譜を100倍楽しく遊ぶ本（ティーツー出版、1999年12月）

### 漫画
大沢美月
ファイアーエムブレム 聖戦の系譜（メディアファクトリー）全16巻
1. 1999年10月23日発行  ISBN 4840110778
2. 1999年10月23日発行  ISBN 4889917330
3. 1999年10月23日発行  ISBN 4889917349
4. 1999年10月23日発行  ISBN 4889917357
5. 1999年10月23日発行  ISBN 4889917365
6. 1999年10月23日発行  ISBN 4889917373
7. 1999年10月23日発行  ISBN 4889917381
8. 2000年1月24日発行  ISBN 4889917462
9. 2000年4月24日発行  ISBN 4889917489
10. 2000年7月23日発行  ISBN 4889917543
11. 2000年10月23日発行  ISBN 4889917640
12. 2001年2月23日発行  ISBN 4889917748
13. 2001年4月23日発行  ISBN 4889917837
14. 2001年7月23日発行  ISBN 4889917896
15. 2001年9月23日発行  ISBN 4889917977
16. 2001年10月31日発行  ISBN 4840104050

画集「月下吟遊」 2000年8月23日発行  ISBN 4840101310
全編描き下ろしの大作。当初はスコラから刊行されており、同社の倒産に伴い打ち切りが危ぶまれたものの、メディアファクトリーがスコラ版の1〜11巻を6巻に再編集して刊行を継続した。同社よりコミック文庫版（全11巻）も刊行されている。ゲームとは性格描写や言動の異なるキャラが複数おり、独自の展開も多岐にわたる（トラバントのエスリンへの片思い、セリスとユリアの恋愛、セティがイシュタルに示す理解など）。参戦可能の主要キャラの中で、ベオウルフとホリンは登場しない。本作の終幕までは描かれずに完結を迎えている。「トラキア776」からマリータが出演している。

藤森ナッツ
ファイアーエムブレム 聖戦の系譜（エニックス）全6巻
1. 1997年11月12日発行  ISBN 4870256568
2. 1998年7月12日発行  ISBN 4870253178
3. 1999年2月12日発行  ISBN 4870254468
4. 2000年1月27日発行  ISBN 4870256568
5. 2001年7月27日発行  ISBN 4870256568
6. 2001年12月27日発行  ISBN 4870256568

シグルド編を独特のコメディ調を交えながら描く。当初は『月刊少年ギャグ王』で連載され、同誌の休刊後は『月刊ステンシル』へ移動したが、エニックスお家騒動の影響で連載打ち切りとなった。

冬季ねあ
ファイアーエムブレム 光をつぐもの（エニックス）全5巻
1. 1999年3月27日発行  ISBN 4870254727
2. 1999年12月27日発行  ISBN 4757501315
3. 2000年8月27日発行  ISBN 4757502672
4. 2001年4月27日発行  ISBN 4757504276
5. 2001年10月27日発行  ISBN 4757505396

セリス編。副題の「光をつぐもの」は本編第6章のタイトルであると同時に、ゲーム開発時の仮称でもある。『月刊ガンガンWING』に1998年7月号から2001年8月号まで連載されたが、藤森聖戦と同様にエニックスお家騒動の影響で連載を打ち切られた。

有坂須美
ファイアーエムブレム 光をつぐものたち（講談社・KCデラックス）全1巻
1997年2月21日発行  ISBN 4063197751
描き下ろし。反乱軍の決起からリボー制圧までのオリジナルストーリー。戦争は大人数で行われるとして、子世代キャラと代替キャラが一緒に戦っている。ヒロインはラクチェ。彼女のライバルとして登場するラドネイや、ゲームでは片方しか仲間にできないヨハンとヨハルヴァも同時に仲間となる。

### 小説・ゲームブック
鈴木銀一郎
- ファイアーエムブレム 聖戦の系譜（アスペクト / ファミ通ゲーム文庫）
1996年8月22日発行  ISBN 4893665650
- ファイアーエムブレム 聖戦の系譜・シグルド編（同）
  - 上巻 1996年12月28日発行  ISBN 4893666304
  - 下巻 1997年1月30日発行  ISBN 4893666568

- ファイアーエムブレム 聖戦の系譜・最後の地竜族（同）
1997年12月29日発行  ISBN 4893668897
- ファイアーエムブレム 聖戦の系譜・森と湖の国（同）
1998年1月30日発行  ISBN 4893669222

いずれも鈴木理華・画。「最後の地竜族」と「森と湖の国」は短編集。
竹田裕一郎
- 小説ファイアーエムブレム 聖戦の系譜（エニックス）
  - 上巻 聖戦士シグルド-運命の扉 1996年11月11日発行  ISBN 4870259168
  - 下巻 聖戦士セリス-光をつぐもの 1996年12月30日発行  ISBN 4870259362

- 森下直親・画。

ゲームブック
- ファイアーエムブレム 聖戦の系譜（エニックス）
  - 上巻 1997年2月2日発行  ISBN 4870259400
  - 下巻 1997年2月2日発行  ISBN 4870259419

### CD
ファイアーエムブレム 聖戦の系譜 ゲームミュージックサウンドトラック（徳間ジャパンコミュニケーションズ）
1996年6月24日発売 TKCA-70929
ファイアーエムブレム 聖戦の系譜 オリジナル・サウンド・ヴァージョン（NTT出版 / ポリスター）
1996年8月25日発売 PSCN-5054〜6（3枚組）
FIRE EMBLEM THE BEST2（ポリスター）
1997年4月25日発売 PSCN-5060/1（2枚組CDで、『紋章の謎』の曲とセット）

### 楽譜
ファイアーエムブレム 聖戦の系譜 楽しいバイエル併用（ドレミ楽譜出版社）
1997年6月発行  ISBN 4-8108-2715-1
作曲：辻横由佳、採譜アレンジ：丹羽あさ子

### TCG
ファイアーエムブレムTCG
NTT出版が発売しているトレーディングカードゲーム。
ファイアーエムブレム0
インテリジェントシステムズ/任天堂から発売されたTCG。第6弾で『シグルド編』メインで、カード化された。